# Cichociemni

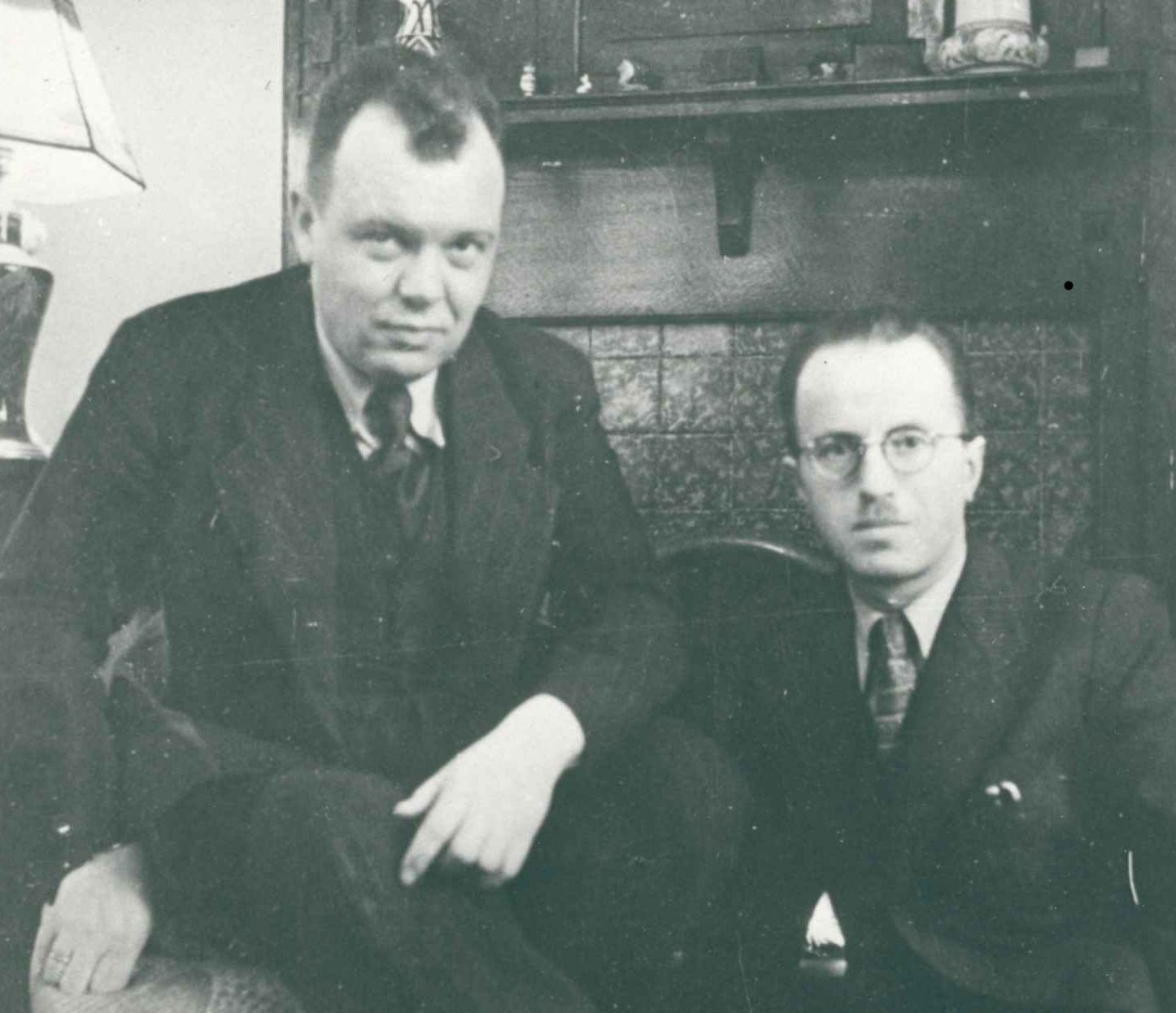
Od lewej: kpt. cc Jan Górski ps. Chomik oraz kpt. cc Maciej Kalenkiewicz ps. Kotwicz – współtwórcy cichociemnych

Cichociemni Spadochroniarze Armii Krajowej (skróty: CC, cc. ) – żołnierze konspiracyjnej Armii Krajowej (ZWZ/AK) w służbie specjalnej (patrz treść przysięgi CC), służący w strukturach wojskowych Polskiego Państwa Podziemnego, którzy podczas służby w Polskich Siłach Zbrojnych, ochotniczo zgłosili się do służby w kraju. Dzięki współpracy Oddziału VI (Specjalnego) Sztabu Naczelnego Wodza z brytyjskim Special Operations Executive, zostali w latach 1941–1944 przeszkoleni w Wielkiej Brytanii i we Włoszech oraz przerzucani przez 138 dywizjon specjalnego przeznaczenia (138 Special Duty Squadron) RAF oraz polską 1586 eskadrę specjalnego przeznaczenia na teren Polski okupowanej przez Niemców oraz Sowietów. Dzięki współpracy z komórką Oddziału V (łączność) Komendy Głównej AK wykonywali skok ze spadochronem na zrzutowiska wyznaczone i chronione przez oddziały partyzanckie AK (i in.) lub lądowali na polowych lotniskach podczas operacji Most (Wildhorn).
Nie byli zwartą formacją ani oddziałem wojskowym, nie mieli własnego sztandaru, barw, patrona ani też własnej tradycji. Zostali powołani rozkazem Naczelnego Wodza (SNW l.dz.780/tjn/V/41), za ich rekrutację oraz wyszkolenie odpowiedzialny był Oddział VI (Specjalny) Sztabu NW. Od początku organizacją przerzutu ludzi oraz zaopatrzenia dla AK zajmował się oficer wywiadu mjr dypl. Jan Jaźwiński, od stycznia 1944 komendant Głównej Bazy Przerzutowej w Latiano nieopodal lotniska w Brindisi (Włochy).
Byli wyszkoleni do działań indywidualnych w zakresie sabotażu, dywersji, wywiadu, łączności, a także jako oficerowie przygotowani do pełnienia obowiązków sztabowych i dowódczych. Statystycznie prawie każdy był poliglotą, znał dwa języki obce: aż 113 CC znało dwa, 59 CC trzy, 22 CC cztery, a 8 CC aż pięć języków obcych. Rekordzista mjr cc Jan Różycki ps. Busik znał siedem języków. Szkoleni byli w ok. 30 specjalnościach na kursach organizowanych w ok. 50 tajnych brytyjskich Special Training School (Specjalnych Szkołach Treningowych) oraz w polskich bazach m.in. Ośrodku Wyszkolenia nr 10 w Ostunii (Włochy). Radiotelegrafistów oraz radiomechaników szkolono w Ośrodku Wyszkoleniowym Sekcji Dyspozycyjnej Oddziału Specjalnego Sztabu Naczelnego Wodza: w Anstruther, później w Auchtertool, następnie w Polmont. Cichociemni nie byli agentami SOE, podlegali wyłącznie KG Armii Krajowej. Zgodnie z zapisami Konwencji Genewskich nie mogli nosić mundurów oraz w przypadku aresztowania nie byli traktowani przez Niemców jako jeńcy wojenni.
Podczas wojny wszystkie informacje dotyczące cichociemnych były ściśle tajne. Po akceptacji Naczelnego Wodza, 1 czerwca 1943 Szef Oddziału VI (Specjalnego) ppłk dypl. Michał Protasewicz wydał „Instrukcję dla żołnierzy przerzucanych drogą lotniczą do Kraju”, w której podkreślono – Wszystkie bez wyjątku czynności związane z lotem do Kraju są ścisłą tajemnicą wojskową. Bezwzględne przestrzeganie tej tajemnicy jest podstawowym warunkiem powodzenia samych lotów oraz całości akcji lotniczej w Kraju, jak również jedynym sposobem zabezpieczenia przed represjami rodziny skoczka. Cichociemni mieli też zakaz kontaktu z rodziną po przylocie do Polski.

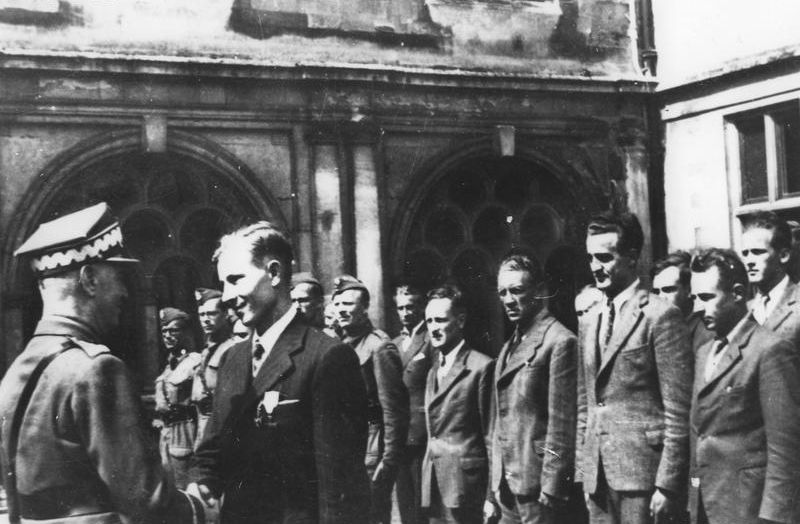
20 sierpnia 1942 roku gen. Sikorski w ośrodku cichociemnych STS 43 Audley End dekoruje krzyżem VM por. „Kawę”, Michała Fijałkę; w ubraniach cywilnych stoją cichociemni przygotowani do misji (od lewej): kpt. dypl. Wincenty Ściegienny „Las”, kpt. Bolesław Kontrym „Żmudzin”, por. Tadeusz Gaworski „Lawina” i por. Franciszek Rybka „Kula”

Do służby w Związku Walki Zbrojnej, a od lutego 1942 Armii Krajowej w okupowanej Polsce zgłosiło się ochotniczo 2385 kandydatów na cichociemnych. Podawana dotąd liczba 2413 wynika z błędnego doliczenia 28 cywilnych kurierów politycznych, których przeznaczeniem nie była służba specjalna (wojskowa) w ZWZ/AK.  Po intensywnym szkoleniu kursy ukończyło 605 kandydatów, wybrano z nich 579 żołnierzy, którzy złożyli przysięgę cichociemnych oraz przysięgę na rotę ZWZ/AK. Spośród nich do kraju wysłano 316 skoczków, później już zwanych cichociemnymi (a w kraju ptaszkami, zrzutkami). Oddział VI (Specjalny) w porozumieniu z Ministerstwem Spraw Wewnętrznych przerzucił do kraju także 28 kurierów politycznych zwanych kociakami. Kurierzy polityczni byli szkoleni odrębnie, głównie w zakresie ich pracy kurierskiej, m.in. na farmie w Tewkesbury, niedaleko Gloucester, ok. 160 km. od Londynu oraz odbywali szkolenie spadochronowe.
Co najmniej 62 CC działało wcześniej w przedwojennym harcerstwie w Polsce oraz poza jej granicami. 61 Cichociemnych wywodziło się z Armii Andersa; także 61 CC było wcześniej żołnierzami (oficerami lub podoficerami) 1 Samodzielnej Brygady Spadochronowej (lub jej poprzedniczki 4 Brygady Kadrowej Strzelców).
Z 316 cichociemnych, w czasie wojny zginęło 102, w tym 9 podczas lotu lub skoku, a 8 zażyło truciznę po aresztowaniu. W powstaniu warszawskim wzięło udział 95 cichociemnych, spośród nich 18 zginęło, a co najmniej 20 było rannych. Niemieckie organy represji uwięziły w obozach koncentracyjnych 31, pozbawiły życia 43, sowieckie zesłały do łagrów 83, zamordowały 6, władze „Polski Ludowej” uwięziły 77, skazały na śmierć 19 (9 lub 10 straciło życie), na dożywocie 2, na wieloletnie więzienie 22. Po wojnie 32 pozostało na emigracji, aż 59 musiało uciekać z Polski. Co najmniej 64 walczyło jako żołnierze wyklęci w kraju, w strukturach NIE, DSZ, WiN; na emigracji co najmniej 12 w emigracyjnych strukturach antykomunistycznych, ok. 9 uczestniczyło w tajnych operacjach specjalnych zachodnich służb SIS oraz CIA. Ostatni z cichociemnych, płk Aleksander Tarnawski, zmarł 4 marca 2022 roku
Orderem Virtuti Militari odznaczono 221 cichociemnych, Krzyżem Walecznych zostali odznaczeni 595 razy.
Cichociemni byli prekursorami polskich sił specjalnych, ich tradycje kontynuuje Jednostka Wojskowa GROM im. Cichociemnych Spadochroniarzy Armii Krajowej. Oprócz Cichociemnych polskimi spadochroniarzami do zadań specjalnych byli także spadochroniarze Akcji Kontynentalnej oraz spadochroniarze „Project Eagle”, którzy działali poza strukturami Polskiego Państwa Podziemnego, za zgodą rządu RP jako agenci brytyjskiego SOE (Akcja Kontynentalna) lub amerykańskiego OSS (Project Eagle).

## Początki
Idea cichociemnych narodziła się w trakcie prac sztabowych nad koncepcją wsparcia powstania powszechnego w okupowanej Polsce. Zadaniem strategicznym cichociemnych miało być przygotowanie Armii Krajowej działającej w Polsce do przeprowadzenia w końcowej fazie II wojny światowej zwycięskiego powstania powszechnego .

### Przygotowania
30 grudnia 1939 kpt. Jan Górski ps. Chomik opracował we Francji raport pt. Użycie lotnictwa dla łączności i transportów wojskowych drogą powietrzną do Kraju oraz dla wsparcia powstania. Stworzenie jednostek wojsk powietrznych. Ponowił go 21 stycznia 1940 oraz wspólnie z kpt. Maciejem Kalenkiewiczem ps. Kotwicz 14 lutego 1940, proponując wsparcie powstania przez desanty oddziałów wojsk polskich tworzonych we Francji. Zgłosili także gotowość grupy 16 oficerów, absolwentów Wyższej Szkoły Wojennej do desantowania się do Kraju. W tym czasie łączność z Krajem była możliwa jedynie przez kurierów podróżujących z fałszywymi dokumentami przez tereny okupowane oraz „zielone granice”, na przełomie 1940/1941 trwała ok. pięć miesięcy.
28 listopada 1939 Naczelny Wódz gen. Władysław Sikorski wydał Dowódcy Lotnictwa, gen Józefowi Zającowi rozkaz (L.dz. 81/tjn Paryż) nawiązania Łączność z Krajem z okupowaną Rzeczpospolitą – Lwowem, Warszawą, Krakowem, w miarę możliwości także z Poznaniem. Komendant ZWZ gen. Kazimierz Sosnkowski 21 lutego 1940 przesłał raport Górskiego i Kalenkiewicza do dowódcy lotnictwa gen. Zająca o umożliwienie grupie oficerów przeszkolenia na kursach desantowych. Gen. Zając odpowiedział 17 kwietnia 1940: polskie lotnictwo nie dysponuje odpowiednimi maszynami, przedsięwzięcie jest niezmiernie trudne.
W maju 1940 obaj kapitanowie zostali przeniesieni do biura gen. Sosnkowskiego. Tam kontynuowali prace nad swoją koncepcją oraz planami lotniczego wsparcia dla powstania powszechnego. Także w maju 1940 złożyli do sztabu Naczelnego Wodza memorandum w tej sprawie. Opracowali dokument Instrukcja dla pierwszych lotów łącznikowo-rozpoznawczych w sprawie zrzutów spadochronowych, lądowania lub wodowania samolotów, podejmowania poczty z ziemi przez lecący samolot.
Przed wybuchem wojny polskie doświadczenia spadochroniarskie były skromne, niemniej Polska – obok Niemiec i ZSRR – znalazła się w światowej elicie państw tworzących wojska powietrznodesantowe. W 1929 uruchomiono w Legionowie warsztat spadochronów typu Irvin, we wrześniu 1937 zorganizowano tam pierwszy wojskowy kurs spadochronowy, który miał charakter sportowy. Jesienią 1938 w czasie manewrów na Wołyniu zrzucono pierwszy dywersyjny kilkuosobowy oddział spadochronowy. W maju 1939 utworzono Wojskowy Ośrodek Spadochronowy w Bydgoszczy, a w sierpniu zorganizowano pokaz działań grupy dywersyjnej zrzuconej na spadochronach pomiędzy Tłuszczem a Mińskiem Mazowieckim. Studiowano także materiały wywiadowcze o organizacji niemieckich wojsk spadochronowych oraz analizowano ich skuteczność w opanowaniu fortu Eben-Emael w Belgii w maju 1940.
Początki polskich spadochroniarzy do działań specjalnych związane są z okresem przed narodzinami spadochroniarstwa wojskowego w Polsce, mianowicie z działaniami pierwszej polskiej jednostki do zadań specjalnych – grupy dywersyjnej Wawelberga. Jej sukces w uzyskaniu zwycięstwa III Powstania Śląskiego spowodował utworzenie w Oddziale II SG WP ściśle tajnej komórki zajmującej się dywersją pozafrontową (wojną nieregularną). Doświadczenia te zostały później wykorzystane w trakcie szkolenia Cichociemnych, a także szkolenia agentów SOE, uwzględniono je bowiem w brytyjskim podręczniku wojny nieregularnej (partyzantki) napisanym przez szefa SOE Colina Gubbinsa.

### Przełomowa decyzja
Po klęsce Francji obaj kapitanowie zostali ewakuowani do Anglii i tam nadal pracowali nad koncepcją lotniczej łączności z krajem. 29 czerwca 1940 w Sztabie Naczelnego Wodza utworzono Oddział VI (Specjalny) Sztabu Naczelnego Wodza, podlegający bezpośrednio Naczelnemu Wodzowi oraz ściśle współpracujący z polską sekcją brytyjskiego Kierownictwa Operacji Specjalnych (SOE). Oddziałowi VI podlegała cała wojskowa łączność z okupowaną Polską, w tym zrzuty sprzętu i pieniędzy oraz szkolenie i zrzuty CC dla Armii Krajowej.
W sierpniu 1940 kpt. Kalenkiewicz opracował referat, proponując przekształcenie wojska polskiego w Anglii w Polski Korpus Desantowy i Lotnictwo Wsparcia Powstania. Pod koniec sierpnia szef Sztabu Naczelnego Wodza gen. Tadeusz Klimecki polecił kpt. Kalenkiewiczowi przygotowanie założeń komórki sztabowej zajmującej się zagadnieniem wojsk spadochronowych.
20 września 1940 gen. Władysław Sikorski zaprosił kpt. Kalenkiewicza na śniadanie, po tej rozmowie Naczelny Wódz 10 października 1940 wydał rozkaz L.408/II w sprawie przygotowania Polskich Sił Zbrojnych do możliwości przerzucenia transportem lotniczym do kraju, do bezpośredniego wsparcia i osłony Powstania. Rozkazał także formowanie pierwszej polskiej jednostki spadochronowej, którą utworzono rozkazem z 9 października 1941 pod nazwą 1 Samodzielna Brygada Spadochronowa. Jej dowództwo objął płk dypl. (później generał) Stanisław Sosabowski.
W październiku 1940 w Oddziale III Sztabu Naczelnego Wodza utworzono wydział studiów i szkolenia wojsk spadochronowych. Jego szefem został ppłk dypl. Wilhelm Heinrich, oficer przedwojennego Oddziału II (wywiad, kontrwywiad) Sztabu Generalnego WP, przydzielono do niego: kpt. Jana Górskiego, kpt. Macieja Kalenkiewicza oraz lotników: ppłk. Stefana Olszewskiego i kpt. naw. Lucjana Fijutha. Wydział zajął się m.in. planowaniem użycia wojsk powietrznodesantowych w przyszłym powstaniu powszechnym w okupowanej Polsce. Także w październiku 1940 zorganizował pierwszy, dwutygodniowy kurs spadochronowy w brytyjskiej bazie lotnictwa wojskowego RAF Ringway pod Manchesterem; ukończyło go 12 żołnierzy. Rekrutacją oraz szkoleniem kolejnych zajął się, utworzony 29 czerwca 1940 Oddział VI (Specjalny) Sztabu Naczelnego Wodza.

### Współpraca z SOE
Decyzją Winstona Churchilla z 16 lub 17 lipca 1940 r. powołano ściśle tajną brytyjską agencję rządową – Special Operations Executive (SOE). Jej zadaniem było prowadzenie dywersji, koordynacja działań politycznych i propagandowych oraz wspieranie ruchu oporu w okupowanych przez Niemców państwach Europy, a także prowadzenie działań na Bliskim i Dalekim Wschodzie. SOE dysponowała środkami finansowymi, ośrodkami szkoleniowymi, jednostkami pływającymi oraz eskadrą lotniczą specjalnego przeznaczenia i odpowiednim wyposażeniem agentów do ich przerzutów do krajów okupowanych.
W SOE funkcjonowały sekcje narodowe, w tym polska, z którą kontakty i ścisłą współpracę utrzymywał Oddział VI SNW, przy zachowaniu autonomii w rekrutacji, szkoleniu i nadzorowaniu działalności polskich cichociemnych. Polska sekcja SOE miała całkowicie odrębny status od innych sekcji „narodowych”. Głównym jej zadaniem było utrzymywanie łączności między Polakami a zainteresowanymi władzami angielskimi.
Ingerencja SOE w sprawy polskie kończyła się na kontakcie z Oddziałem VI, który był tym samym pośrednikiem w kontaktach z Naczelnym Wodzem. Mimo swobody Polaków w tym zakresie, jednak trzeba było się liczyć również z pewną zależnością. A mianowicie Oddział VI, który miał organizować loty oraz pomoc materialną i pieniężną dla Polski, musiał współpracować w tym względzie z Anglikami, z SOE.
Pomimo przeszkolenia i zaprzysiężenia na Rotę Armii Krajowej, wskutek niedostatecznej liczby operacji lotniczych, nie zrzucono do Polski 217 spadochroniarzy (kandydatów na cichociemnych)
We współpracy z Brytyjczykami wyszkolono i zrzucono poza Polskę także polskich spadochroniarzy Akcji Kontynentalnej:
- 20 agentów SOE, zrzuconych od czerwca 1942 do kwietnia 1945 do Albanii, Francji, Grecji, Jugosławii, Płn. Włoch,
- 25 agentów SOE, żołnierzy wywodzących się z Samodzielnej Kompanii Grenadierów, zrzuconych od lutego 1943 do września 1944 na teren Francji,

prawdopodobnie także 26 agentów SOE, zrzuconych w 1945 na teren ZSRR (brak bliższych danych)
Ponadto, we współpracy z SOE (które użyczyło ośrodków szkoleniowych) oraz Amerykanami, w ramach polsko – amerykańskiego „Project Eagle” (projekt Orzeł):
- 32 agentów OSS, tzw. Polish Joes (Joe w amerykańskim żargonie wojskowym oznacza agenta zrzuconego na teren wroga), żołnierzy wywodzących się z Samodzielnej Kompanii Grenadierów, zrzuconych od stycznia 1944 do kwietnia 1945 na teren Niemiec[42][44].

## Nazwa, przysięga i znak

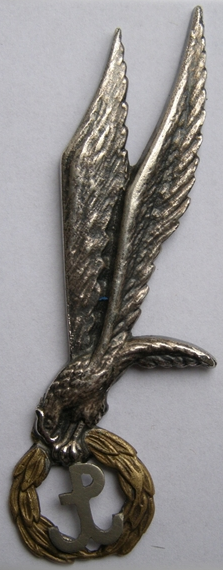
Znak Spadochronowy AK

### Nazwa
Spadochroniarze Armii Krajowej podczas II wojny światowej nazywani byli ptaszkami lub zrzutkami. Oprócz starannej selekcji oraz wszechstronnego wyszkolenia do zadań specjalnych w okupowanej Polsce wyróżniali się swymi cechami charakteru (patrz: rekrutacja) oraz silną motywacją. Ich zawołaniem było hasło: „Wywalcz Jej [Polsce] wolność lub zgiń!”.
Nazwa cichociemni prawdopodobnie powstała spontanicznie w 1941, w reakcji żołnierzy na „znikanie” ich kolegów wysyłanych na tajne kursy specjalne. Prawdopodobnie po raz pierwszy została oficjalnie użyta w instrukcji szkoleniowej Oddziału VI Sztabu Naczelnego Wodza z września 1941 pt. „Codzienne życie w Kraju. Szkic dla skoczków do września 1941 r.”. W pierwszym zdaniu czytamy: „Praca niniejsza ma za zadanie ułatwienie „cicho-ciemnym” zaaklimatyzowanie się w Kraju (…)”
Wówczas nazwa definiowała raczej sposób, w jaki żołnierze znikali z macierzystych oddziałów, gdy wyrazili zgodę na skok do Kraju oraz kierowani byli na tajne, specjalistyczne szkolenia – Po zakończeniu odprawy z dowódcą spotkaliśmy się wreszcie z kolegami. Koledzy niemal rzucili się na nas z pytaniami (...) A my zobowiązani tajemnicą odpowiadaliśmy twardo, że mamy zakaz mówienia czegokolwiek o kursie i sprawach z nim związanych. Na drugi dzień przyszedł do mnie por. Józef Wija – znany w brygadzie dowcipniś i złośliwiec. (...) Zaczął mnie męczyć pytaniami. Odpowiedziałem mu, że przecież dobrze wie, że mamy siedzieć cicho (...) On, złośliwie, rysując palcem kółko na czole, powiedział: „ty ciemniaku, nawet mnie nie ufasz? Taki jesteś cicho-ciemniak!”. Z biegiem czasu wszystkich uczestników szkolenia zaczęto nazywać cicho-ciemnymi.
Po wojnie znaczenie nazwy cichociemni wyjaśniono w publikacji będącej zbiorem wspomnień CC, wydanym z inicjatywy Koła Cichociemnych Spadochroniarzy Armii Krajowej w Londynie:

Nazywamy się cichociemnymi. Nazwa niejednemu wyda się może dziwaczna, ale spróbujcie znaleźć lepszą na określenie takiego charakternika, który potrafi zjawić się nie spostrzeżony tam, gdzie się go najmniej spodziewają i pożądają, cicho a sprawnie narobić nieprzyjacielowi bigosu i wsiąknąć niedostrzegalnie w ciemność, w noc – skąd przyszedł.

### Przysięga
Cichociemni po zakończeniu wszystkich szkoleń, przed skokiem do Polski składali przysięgę cichociemnych, a od chwili powstania Armii Krajowej w lutym 1942 r. również rotę przysięgi AK.

W obliczu Boga Wszechmogącego i Najświętszej Marii Panny, jako żołnierz powołany do służby specjalnej przysięgam, że poświęconego mi sprzętu, poczty i pieniędzy strzec będę nie tylko jako dobra państwowego, ale i jako środków i pieniędzy przeznaczonych dla odzyskania wolności Ojczyzny, a tajemnicy służby specjalnej dochowam, nawet wobec moich przełożonych i kolegów w konspiracji i nie zdradzę jej nikomu, aż do końca wojny. Tak mi Panie Boże dopomóż.

### Znak Spadochronowy
20 czerwca 1941 gen. Władysław Sikorski podpisał rozkaz ustanawiający Znak Spadochronowy – taki sam dla wszystkich spadochroniarzy, bez względu na rodzaj akcji bojowej, w której uczestniczyli. Projekt znaku w kształcie „nurkującego do walki orła” opracował na zamówienie złożone przez kpt. Jana Górskiego, w sierpniu 1940 w Biggar, artysta grafik, sierż. Marian Walentynowicz Przyznawano Zwykły Znak Spadochronowy po ukończeniu szkolenia spadochronowego. Bojowy Znak Spadochronowy przyznawał Naczelny Wódz tym spadochroniarzom, którzy „brali udział w bojowej akcji spadochronowej”; różnił się od zwykłego tym, że orzeł ma złoty dziób i pazury. Wyprodukowano 6550 zwykłych Znaków Spadochronowych, z tego użyto 6252. Cichociemnym spadochroniarzom Armii Krajowej wydano 311 zwykłych Znaków Spadochronowych (w grupie numerów od 0001 do 0500). Wydano 2090 Bojowych Znaków Spadochronowych, z tego Cichociemnym zaledwie 149.
Jedynym identyfikatorem Cichociemnych, ustanowionym dopiero 9 lat po wojnie, zarządzeniem z 7 lutego 1954 gen. Tadeusza Malinowskiego, Kierownika Ministerstwa Obrony Narodowej w Londynie, stał się „Znak dla Skoczków do Kraju”, czyli Znak Spadochronowy AK, będący wersją Znaku Spadochronowego. Jest nieco większy, wewnątrz wieńca laurowego ma umieszczoną srebrną kotwicę Polski Walczącej .
Edycja tej odmiany liczy 316 numerowanych egzemplarzy. Zgodnie z pkt. 3 tego zarządzenia „Znak może być nadany tylko tym żołnierzom, którzy zrzuceni do Kraju wzięli udział w bojowej akcji spadochronowej”, zgodnie z pkt. 5 „Żołnierz, który posiada Znak Spadochronowy i Znak Spadochronowy Armii Krajowej może nosić tylko jeden z tych znaków.” Według ustaleń znawcy problematyki „Znak Spadochronowy AK był tak naprawdę odznaką pamiątkową o charakterze kombatanckim.”
Według ustaleń znawcy problematyki, dr Rafała Niedzieli – „Znak spadochronowy AK był tak naprawdę odznaką pamiątkową o charakterze kombatanckim (…) Znaki spadochronowe AK mają wymiary zbliżone do bojowych znaków spadochronowych – mogą się różnić od siebie nieznacznie, w zależności od wykonawcy. Różnice występują również w kształcie symbolu Polski Walczącej. Niektórzy cichociemni uzupełnili swoje wojenne bojowe znaki spadochronowe o symbol Polski Walczącej, łącząc tym samym cechy obu odznak”. „(…) znak dla skoczków do Kraju różnił się cokolwiek wielkością oraz znakiem Polski Walczącej, „kotwicą” wstawioną w środek wianka”

## Rekrutacja i selekcja

### Warunki rekrutacji
Podstawowe warunki rekrutacji kandydatów na cichociemnych, czyli żołnierzy w służbie specjalnej AK, definiował tajny rozkaz Sztabu Naczelnego Wodza – SNW L.dz.780/tjn/V/41:
- zgłoszenie ochotnicze
- nieskazitelne kwalifikacje moralne oraz ideowe
- moc charakteru oraz zdolność powzięcia decyzji
- zdolności organizacyjne
- duże wyrobienie wojskowe i życiowe
- stopień wojskowy – od szeregowca z cenzusem do pułkownika
- wiek – nieograniczony, ale z pełną sprawnością fizyczną
- pożądana znajomość języka wroga: niemieckiego lub rosyjskiego

Najlepszy kandydat na cichociemnego to „ochotnik, najlepiej młody, w pełni sprawny fizycznie, inteligentny, przedsiębiorczy, o dużym poczuciu niezależności, choć jednocześnie karny i zdolny do poddania się ciężkiej zaprawie fizycznej. Musieli to być ludzie świadomi ryzyka i umiejący je niejednokrotnie podjąć, musieli bezwzględnie potrafić dochować tajemnicy. Oprócz tego powinni być twardzi, odważni a czasem nawet brutalni”.
Na podstawie metod szkoleniowych i sposobu prowadzenia kursów można wywnioskować, że do najbardziej pożądanych cech należały: wytrzymałość psychofizyczna, efektywność, zdolność dochowania tajemnicy, uczciwość, spójność wewnętrzna i posiadanie wysokich standardów moralnych, patriotyzm, zdolność do szybkiej adaptacji i uczenia się (…), zdyscyplinowanie, zarówno indywidualne, jak i wojskowe, silna motywacja, indywidualizm, z równoczesną umiejętnością pracy zespołowej, zdolności przywódcze, twórcze rozwiązywanie problemów. Z analizy teczek personalnych Cichociemnych wynika, że respektowano zawarty w rozkazie NW wymóg znajomości języka wroga – spośród 316 CC ponad połowa -164 władała językiem niemieckim, a ponad jedna trzecia – 108 językiem rosyjskim. Ponadto 136 CC znało angielski, 111 francuski, a 34 ukraiński. Jeden język obcy znało 70 CC, dwa – 111 CC, trzy – 58 CC, cztery – 22 CC, pięć – 8 CC, mjr cc Jan Różycki znał 7 języków. Tylko kilku CC nie znało żadnego języka obcego.

### Wiek i pochodzenie społeczne
Spośród 316 późniejszych Cichociemnych, w dacie wybuchu II wojny światowej (1 września 1939) statystyczny CC miał ponad 26 lat. W chwili wybuchu wojny aż 23 było niepełnoletnich: najmłodsi mieli 13 lat i 9 miesięcy (Kazimierz Śliwa) oraz 14 lat i 9 miesięcy (Henryk Zachmost). Trzech miało ukończone 15 lat, siedmiu było szesnastolatkami., jedenastu ukończyło 17 lat. Najliczniejszą grupę stanowili młodzi do 25 lat – aż 164, czyli sporo ponad połowa (ok. 51,9%). Drugą najliczniejszą grupą – 110 CC w wieku 26–34 lata (ok. 34,8%). W wieku od 35 do 45 – 39 (ok. 12,3%).
W dacie swojego skoku spadochronowego do Polski statystyczny Cichociemny miał 30 lat i sześć miesięcy. Aż 86 CC (ok. 27%, w tym 1 przerzucony w operacji „Most”) miało nie więcej niż 25 lat. Najliczniejszą grupę stanowili Cichociemni spadochroniarze Armii Krajowej w wieku od 26 do 34 lat – 160 (ponad 50%, w tym 3 „Most”). W wieku 35 do 45 lat – 59 (CC ok. 18%, w tym 3 „Most”). Najstarszych CC było dziewięciu; mieli od 46 do 56 lat (ok. 2,8%, w tym 1 „Most”). Najmłodszy miał 18 lat, najstarszy (Tadeusz Kossakowski) zaś 56 lat.
Jeśli przyjąć umowny podział na trzy warstwy społeczne (niższą, średnią i wyższą), spośród 246 (z 316) Cichociemnych, których rodziców status jest znany, 87 (ok. 35,4%) wywodziło się ze średniej warstwy społecznej. Byli to głównie synowie (1 córka) urzędników, nauczycieli, także działaczy społecznych i politycznych. Najwięcej, aż 94 CC (ok. 38,2%) wywodziło się z niższej warstwy społecznej – głównie synowie rolników i robotników. 65 (ok. 26,4%) wywodziło się z wyższej grupy społecznej. Byli synami ziemian, przemysłowców, oficerów, znanych absolwentów uczelni itp.
Spośród nich co najmniej osiemnastu wywodziło się z warstw najwyższych, nierzadko arystokratycznych. Byli to potomkowie: księżniczki katalońskiej i hiszpańskiego admirała, tureckiego emira, wojewody malborskiego, pomorskiego i kasztelana chełmińskiego, szambelana papieskiego, siostrzeńcy: premiera RP i generała; bratanek prezydenta Warszawy. Byli także CC pochodzący z uznanych rodów szlacheckich, rodzin wielkich przedsiębiorców i naukowców: światowej sławy antropologa, córki Emila Wedla, wicedyrektora „Książnica-Atlas” S.A., posłów na Sejm RP.

### Metody selekcji
Wstępną selekcją kandydatów oraz werbowaniem zajmowali się oficerowie Oddziału VI (Specjalnego) Sztabu Naczelnego Wodza. Osobiście udawali się do jednostek Polskich Sił Zbrojnych pod dowództwem brytyjskim, na Bliskim Wschodzie oraz Afryce. W rozmowie z ich dowódcami typowali najbardziej odpowiednich żołnierzy, następnie przeprowadzali z kandydatami poufną rozmowę, pytając na jej zakończenie, czy wyrażają zgodę na służbę w okupowanej Polsce . Kandydat, który wyraził zgodę podpisywał deklarację: Zgłaszam ochotniczo swą kandydaturę do użycia mnie do pracy w Kraju. Deklaracja niniejsza jest równoznaczną ze złożeniem przysięgi zobowiązującej do przestrzegania tajemnicy. Początkowo dowódcy jednostek nie chcieli oddawać swych najlepszych żołnierzy. Spory przeciął rozkaz Naczelnego Wodza z 1942 r. – Wiem, że w dobrze rozumianym interesie swych oddziałów dowódcy niechętnie godzą się na odstępowanie swych oficerów, tym niemniej powinni oni zrozumieć, że potrzeby Kraju pod tym, jak i pod innym względem powinny stać na pierwszym miejscu .
Po wyrażeniu zgody kandydaci byli weryfikowani przez kontrwywiad oraz Oddział Personalny Sztabu Naczelnego Wodza. O zakwalifikowaniu kandydata ostatecznie decydował szef Oddziału VI (Specjalnego) Sztabu Naczelnego Wodza. Potem kandydat kierowany był na specjalistyczne, wielotygodniowe, a nawet wielomiesięczne szkolenia. Werbowano żołnierzy różnych specjalności wojskowych, w zależności od potrzeb Armii Krajowej. Kilkudziesięciu kandydatów do służby w wywiadzie AK zwerbowali oficerowie Oddziału II (wywiad, kontrwywiad) Sztabu Naczelnego Wodza spośród żołnierzy I Korpusu. Kilkunastu kandydatów do służb lotniczych zwerbowali oficerowie komórki lotniczo-spadochronowej Oddziału III Sztabu Naczelnego Wodza .
Do służby w ZWZ/AK w okupowanej Polsce zgłosiło się 2385 kandydatów, w tym 1 generał, 112 oficerów sztabowych, 894 oficerów młodszych, 592 podoficerów, 771 szeregowych, 15 kobiet, 28 cywilnych kurierów politycznych. Ekstremalnie trudne, wielotygodniowe szkolenia ukończyło 605 kandydatów. Po pomyślnym ukończeniu wszystkich wymaganych kursów zakwalifikowano do skoku do Kraju 579 osób. Do okupowanej Polski przerzucono drogą lotniczą jedynie 316 cichociemnych oraz 28 kurierów politycznych (jeden cichociemny oraz jeden kurier skakali dwukrotnie) .

## Szkolenie

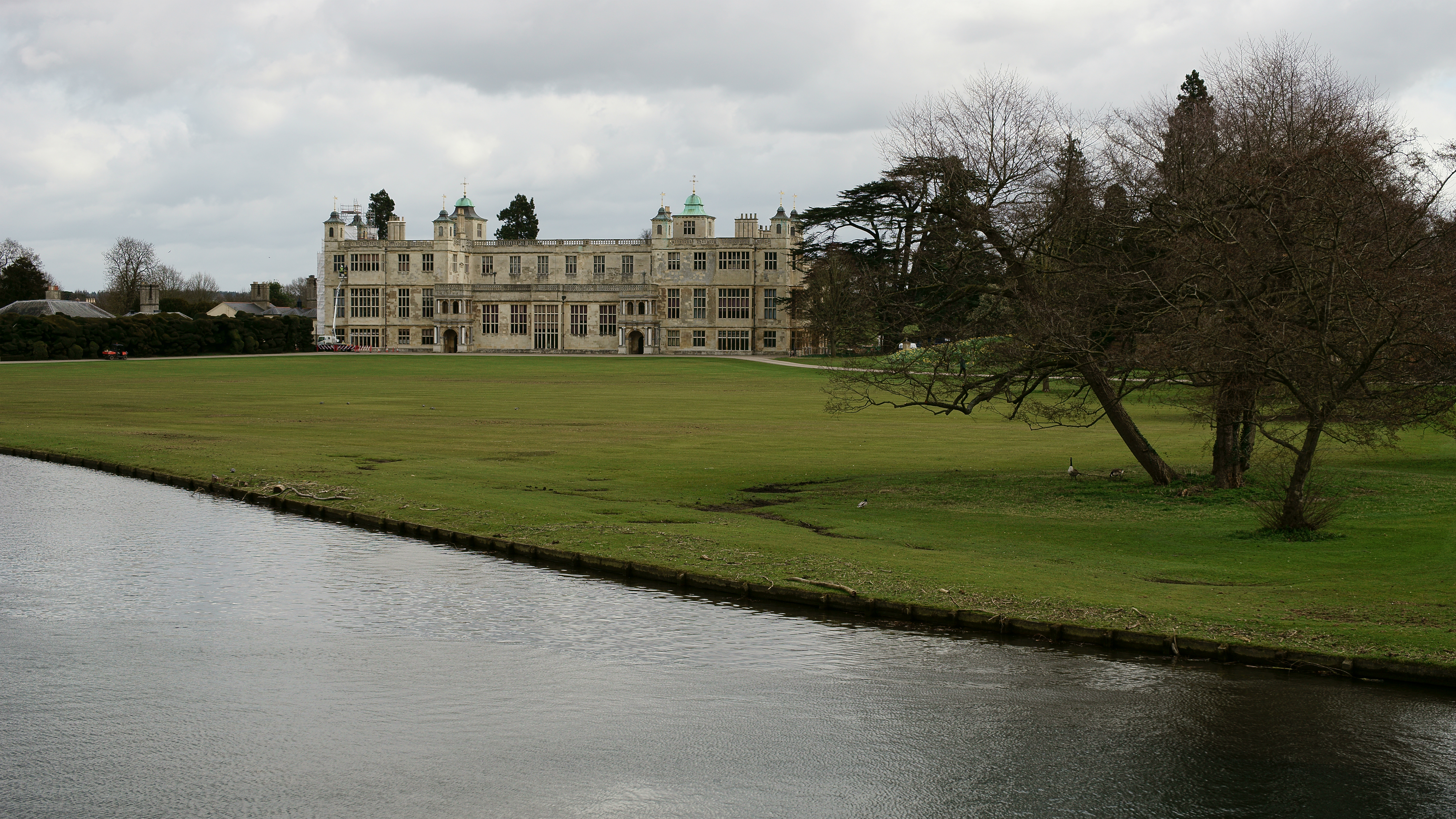
STS 43 Audley End, jeden z ośrodków szkoleniowych cichociemnych

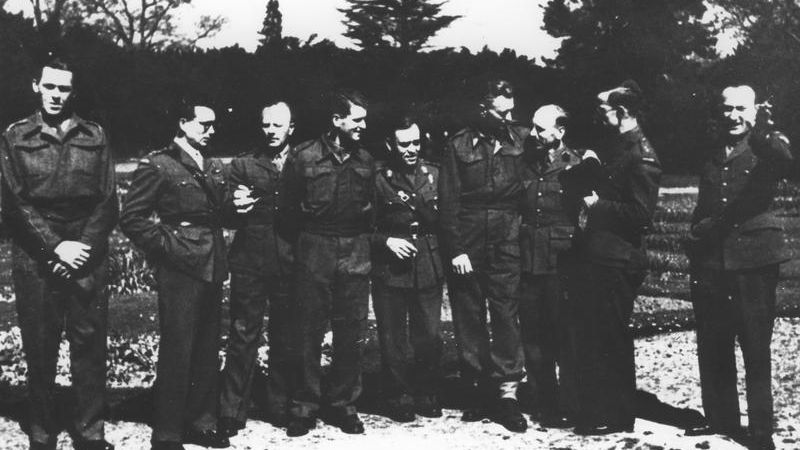
Instruktorzy cichociemnych, od lewej stoją: por. Mieczysław Różański, kpt. Maksymilian Kruczała, por. Eugeniusz Janczyszyn, ppor. Jerzy Zubrzycki, por. Aleksander Ihnatowicz, mjr Józef Sławomir Hartman, Jan Kazimierski, por. Antoni Pospieszalski, ppłk Stefan Piotrowski

Wszystkie szkolenia kandydatów na CC oparto na dwóch fundamentach: zasadzie jak najmniej teorii, jak najwięcej praktyki oraz nieustannym, morderczym treningu fizycznym i strzeleckim. Program szkolenia kandydatów na CC podporządkowany był potrzebom konspiracyjnej Armii Krajowej. Szkolono takich specjalistów, jacy byli potrzebni do walki w Kraju. Programy kursów stale modyfikowano .
Nie było jednego kursu cichociemnego, lecz cztery grupy po kilka kursów (każdy trwał zwykle od kilku tygodni do kilku miesięcy): zasadnicze, specjalnościowe, uzupełniające oraz praktyczne. Wszyscy kandydaci na cichociemnych mieli obowiązek ukończenia kursu spadochronowego oraz (finalizującego cały cykl szkoleń) kursu odprawowego. Ponadto kandydatów szkolono w ok. 30 specjalnościach wojskowych, w zależności od ich umiejętności, osobistych predyspozycji oraz potrzeb AK. Oficerowie – kandydaci na cichociemnych do pracy w sztabach konspiracyjnej AK mieli obowiązek ukończyć Kurs Wojenny Wyższej Szkoły Wojennej. Do okupowanej Polski przerzucono 24 cichociemnych o specjalności sztabowej.

Pierwszy kurs kandydatów na cichociemnych rozpoczął się jesienią 1940 r. w Inverlochy Castle koło Fort William (hrabstwo Inverness, Szkocja, Wielka Brytania). Ostatni kurs odprawowy (kończący cykl szkoleń) zakończył się 27 lipca 1944 r. we Włoszech oraz 21 września 1944 r. w Wielkiej Brytanii.
Jeden z instruktorów kursu odprawowego, późniejszy Cichociemny i szef wywiadu Armii Krajowej mjr / płk dypl. Kazimierz Iranek-Osmecki wspominał – „Kraj żądał przeszkolonych instruktorów, obeznanych z nowoczesnym sprzętem, jaki miał być dostarczony z Zachodu. Ponadto mieli oni być przygotowani pod względem technicznym i taktycznym do wykonywania i kierowania akcją sabotażową, dywersyjna i partyzancką. Żądano też przysłania mechników i instruktorów radiotelegrafii, jak również oficerów wywiadowczych ze znajomością różnych działów niemieckiego wojska, lotnictwa i marynarki wojennej, ponadto oficerów sztabowych na stanowiska dowódcze. Szkolenie spadochroniarzy musiało więc się odbywać w bardzo rozległym wachlarzu rzemiosła żołnierskiego.
Przystąpiono do werbowania ochotników i wszechstronnego ich szkolenia na najrozmaitszych kursach, zależnie od przeznaczenia kandydata do danej specjalności. Każdy z ochotników musiał oczywiście ukończyć kurs spadochronowy. Ostatecznym oszlifowaniem był tzw. kurs odprawowy. Zaznajamiano na nim z warunkami panującymi w kraju, rodzajami niemieckich służb bezpieczeństwa i zasadami życia konspiracyjnego. Funkcję tego ostatecznego namaszczenia spadochroniarzy powierzono mnie (…)”

### Kursy zasadnicze
- kurs zaprawowy – obejmował zaprawę fizyczną, m.in. intensywne ćwiczenia, biegi przełajowe w terenie itp. oraz szkolenie z zakresu: walki wręcz, walki nożem, dżu-dżitsu, dywersji, minerstwa, strzelectwa (strzelanie z różnych rodzajów broni, z różnych pozycji, w różnych warunkach), terenoznawstwa. Ponadto kurs obejmował szkolenie nt. organizacji sił wroga, podstaw łączności radiowej, języka angielskiego. Podczas kursu kandydatów m.in. obowiązywał zakaz wchodzenia gdziekolwiek drzwiami, bramą, lub furtką – wchodzili więc oknem oraz skakali przez płot. Kurs wyrabiał niezbędną kondycję fizyczną kandydatów, był także kolejnym etapem selekcji – kto nie ukończył kursu zaprawowego, nie miał żadnych szans zakwalifikować się na kolejne kursy szkoleniowe.

- kurs badań psychotechnicznych – jedno- później dwutygodniowy kurs prowadzony przez Anglików (niewiele o nim wiadomo). Ukończyło go 194 kandydatów na CC.
- kurs spadochronowy – obejmował zaprawę spadochronową, czyli ćwiczenia fizyczne (m.in. codzienne długie biegi, marsze, pokonywanie specjalnego toru przeszkód, zrzucanie z wiszących trapezów), zajęcia praktyczne przygotowujące do skoków (m.in. skoki z dwu- oraz trzymetrowego „podium”, skoki z wieży spadochronowej) oraz skoki ze spadochronem: z balonu i samolotu, w dzień oraz w nocy. Ten bardzo wyczerpujący fizycznie kurs trwał ok. 2–4 tygodnie, był także jednym z etapów selekcji – z 2385 kandydatów[15] ukończyło go tylko 703 kandydatów na CC.
- kurs walki konspiracyjnej – przygotowywał kandydata na cichociemnego do prowadzenia walki z wrogiem w kilkuosobowym zespole dywersyjno-sabotażowym, działającym w warunkach konspiracji. Nadal istotnym elementem szkolenia była zaprawa fizyczna, wyrabiana m.in. na torze przeszkód, przeprawie linowej przez rzekę, podczas kilkunastokilometrowych biegów przełajowych z ekwipunkiem. Kurs obejmował ponadto: doskonalenie umiejętności strzeleckich (strzelanie z różnych odległości, do tarcz, manekinów, w ciemnościach, w ruchu, podczas przeprawy przez tor przeszkód czy wspinania się po linie), minerskich (m.in. z użyciem „plastiku”, zapalników czasowych, ładunków wybuchowych „domowej roboty”), posługiwanie się łącznością, planowanie i prowadzenie akcji bojowych, podstawy zwiadu, zbierania informacji, orientacji w terenie, czytania map, prowadzenia pojazdów, a nawet taktyki działania SS. Kurs trwał ok. 3–8 tygodni, ukończyło go 630 kandydatów na CC.
- kurs odprawowy – jego celem było przekształcenie wyszkolonego żołnierza w „cywilnego” konspiratora działającego jako „szary obywatel” w okupowanym kraju. Kurs nazywano żartobliwie Wyższą Szkołą Kłamstwa, bowiem uczono kandydatów na CC tworzenia tzw. legendy, czyli kompletnej, choć w sporej części zmyślonej, opowieści zawierającej kłamstwa logicznie pasujące do nowej, fałszywej tożsamości danego konspiratora. Kurs obejmował ponadto naukę warunków panujących w okupowanym kraju, struktury i funkcjonowania władz Polskiego Państwa Podziemnego, także władz niemieckich w okupowanej Polsce. Szkolono w zakresie metod prowadzenia śledztw i przesłuchań przez Gestapo, przekonującego wprowadzania w błąd przesłuchujących. Podczas tego kursu kompletowano zgodne z „legendą” danego skoczka dokumenty (przygotowywane dla niego przez fałszerzy), ubranie i wyposażenie (pozbawione jakichkolwiek elementów mogących zidentyfikować skoczka lub wskazujących na ich zagraniczne pochodzenie). Podczas kursu kandydaci na CC poznawali codzienność okupowanej Polski, m.in. czytając krajową prasę konspiracyjną i okupacyjną oraz rozmawiając z przybywającymi z okupowanego kraju kurierami. Kurs trwał ok. 2–6 tygodni, ukończyło go 606 kandydatów na CC.

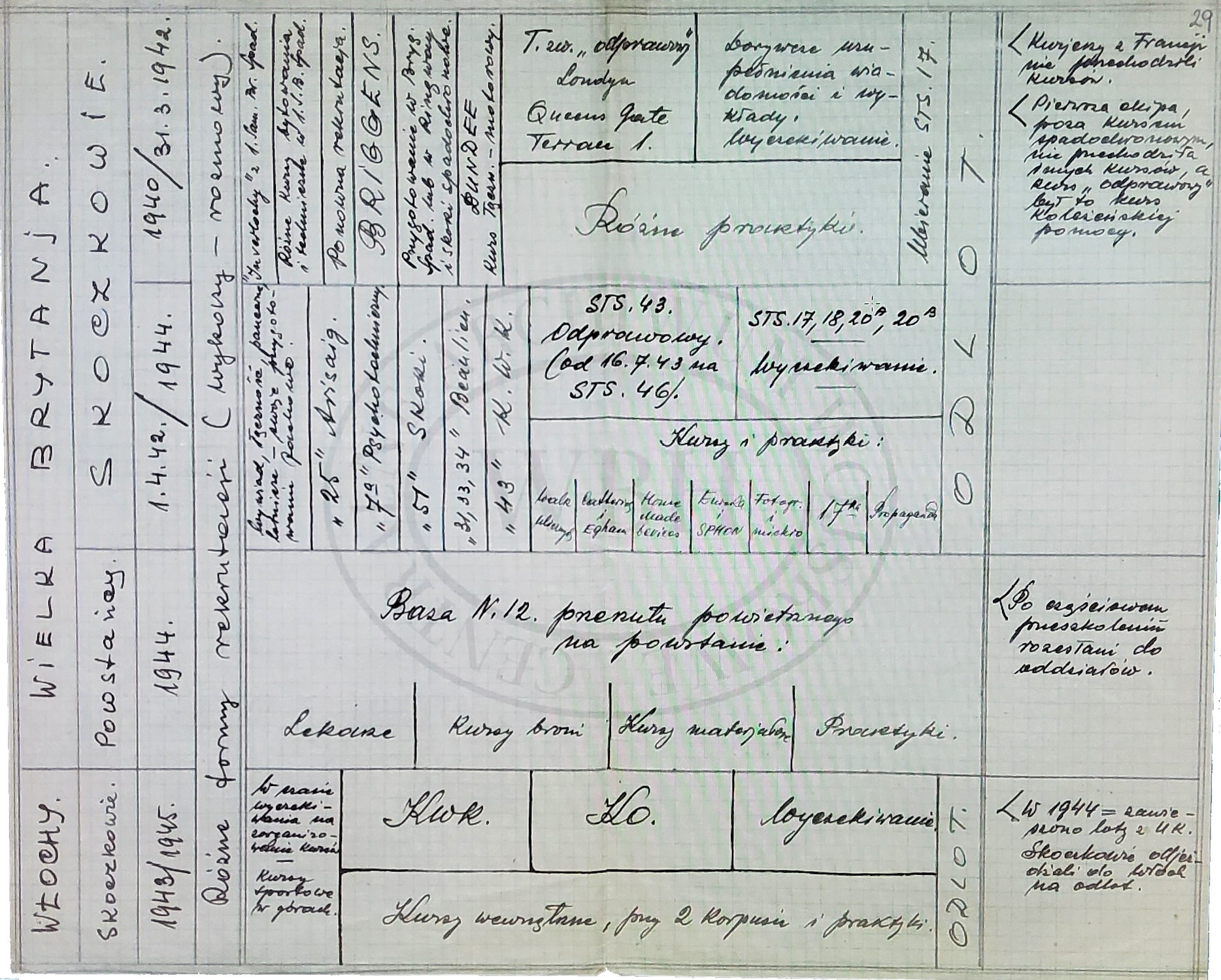
Uproszczony diagram rekrutacji i szkolenia kandydatów na Cichociemnych sporządzony przez Oddział VI (Specjalny) Sztabu Naczelnego Wodza (CAW sygn. II.52.359.29)

### Kursy specjalnościowe
- kurs radiotelegrafistów / radiomechaników – obejmował szkolenie łącznościowców, radiotelegrafistów do nadawania i odbierania szyfrowanych depesz nadawanych głównie kluczem telegraficznym z wykorzystaniem kodu Morse’a, m.in. na używanych przez konspiracyjną Armię Krajową przenośnych radiostacjach typu AP (AP-1, AP-2, AP-3, AP-4, AP-5), konstrukcji inż. Tadeusza Heftmana, produkcji Polskich Wojskowych Warsztatów Radiowych (Polish Wireless Research Unit) w Stanmore pod Londynem[34]. Kurs radiotelegrafistów trwał ok. 3 miesiące. Podczas kursu radiomechaników dodatkowo uczono budowy i naprawy sprzętu łączności, kurs ten trwał ok. 6–10 miesięcy. Odrębny, czteromiesięczny kurs organizowania łączności radiowej w warunkach bojowych w konspiracji organizowano w Cowdonbeatch (Szkocja). Kursy łącznościowców ukończyło 213 kandydatów na CC, spośród nich 51 zrzucono do okupowanej Polski (w tym 1 kuriera). Pozostali po ukończeniu szkolenia pracowali na radiostacjach w sieci łączności Sztabu Naczelnego Wodza (czyli sieci łączności Oddziału VI SNW, któremu podlegała cała wojskowa łączność z Krajem) oraz w sieci łączności polskiego wywiadu.
- polska szkoła wywiadu – nazywana szkołą szpiegów lub żartobliwie kursem gotowania na gazie. Kandydatów na CC do pracy w wywiadzie w warunkach konspiracji szkolono na kursie wywiadu, ukrytym pod kamuflażem Oficerskiego Kursu Doskonalącego Administracji Wojskowej. Program szkolenia obejmował m.in.: studium wywiadowcze Niemiec oraz Rosji, techniki i metody wywiadu oraz kontrwywiadu, sposoby zbierania informacji, werbowania agentów, radiotelegrafię, szyfry, chemię wywiadowczą, korespondencję utajnioną, fotografię wywiadowczą, otwieranie zamków. Uczono się także prowadzenia pojazdów oraz doskonalono języki obce. Kurs trwał ok. 6 miesięcy, ukończyło go 73 kandydatów na CC, do pracy w wywiadzie AK zrzucono do okupowanej Polski 37 CC.
- kursy dla służb lotniczych – obejmowały studia, praktyki, także lotniczy kurs specjalny przygotowujący do pilotażu i obsługi niemieckich samolotów, m.in. He 111H, Me 110, Ju 88A, kurs obsługi urządzeń łączności typu lotnik–ziemia, wspomagających naprowadzanie samolotu na placówkę odbiorczą za pomocą angielskiego urządzenia do nawigacji Eureka29 oraz radiotelefonu S-Phon.
- kursy pancerne, przeciwpancerne – obejmowały szkolenie w kierowaniu i obsłudze (w tym łączności, strzelaniu) brytyjskimi oraz niemieckimi czołgami. Szkolono na polskim kursie panc./ppanc. ok. 4–8 tygodni oraz na trwającym 2 tyg. brytyjskim kursie pancernym. Kandydat na CC o specjalności broń pancerna poznawał taktykę walki pancernej, sposoby zwalczania czołgów wroga oraz m.in. uczył się dowodzenia plutonem czołgów. Do okupowanej Polski zrzucono 11 CC specjalizujących się w broni pancernej.
- polski kurs motorowy – obejmował szkolenie z prowadzenia i obsługi brytyjskich i niemieckich samochodów oraz motocykli. Trwał ok. 8 tygodni, ukończyli go prawie wszyscy kandydaci na CC.
- kurs języka angielskiego – obejmował szkolenie z zakresu posługiwania się językiem angielskim, w tym brytyjską terminologią wojskową.
- kurs legalizacji – był wysokospecjalistycznym szkoleniem ekspertów w zakresie fałszowania dokumentów, pieczątek itp. Do okupowanej Polski zrzucono trzech CC o tej specjalności.

### Kursy uzupełniające i praktyczne
Do kursów uzupełniających należały m.in. kursy: walk ulicznych (ćwiczono m.in. w zniszczonych bombardowaniami kwartałach londyńskich ulic), wyrobu materiałów wybuchowych „domowymi sposobami” oraz z dość powszechnie występujących składników, brytyjski kurs komandosów (trwał miesiąc), podstaw zdobywania informacji wywiadowczych, tzw. czarnej propagandy oraz surwiwalowy kurs przetrwania w terenie, tzw. kurs korzonkowy. Wszyscy kandydaci na CC szkolili się w zakresie podstaw nawigacji i łączności ziemia–samolot. Najkrótszy był kurs sposobów zmiany wyglądu zewnętrznego, trwał od 3 dni do tygodnia .
Każdy kurs, na każdym etapie szkolenia, zawierał część praktyczną, m.in. podczas kursu walki konspiracyjnej kandydaci na CC planowali i przeprowadzali „akcje dywersyjne”, podkładali pod wyznaczonym obiektem (nieuzbrojone) ładunki wybuchowe itp. Nie mogli dać się złapać funkcjonariuszom brytyjskich służb, których o akcjach nie informowano. Jednym z ćwiczeń było np. zaplanowanie i przeprowadzenie „napadu na bank”, tj. na wybrany obiekt w dziesięciotysięcznym miasteczku, przy czym brytyjskie służby uprzedzono, że mogą mieć do czynienia z autentycznym atakiem dywersantów wroga tego dnia w tej miejscowości. Ćwiczenie przeprowadzono perfekcyjnie, akcja trwała dwie minuty, po niej brytyjskie służby aresztowały kilkudziesięciu podejrzanych – w tym ani jednego z faktycznych uczestników „napadu”. Po szkoleniach z czytania map oraz orientacji w terenie kandydatów na CC np. wywożono nocą samochodem (bez możliwości obserwowania trasy przejazdu) w nieznaną okolicę z zadaniem powrotu w określonym czasie do ośrodka. Wszelkie drogowskazy i oznaczenia informacyjne były niedostępne, obowiązywał zakaz poruszania się po drodze i pytania kogokolwiek. Kandydaci na CC musieli również unikać licznych patroli brytyjskiej policji oraz Home Guard.

### Ośrodki szkoleniowe
Szkolenie i przygotowanie do przerzucenia do Kraju przyszłych CC odbywało się w kilkudziesięciu zlokalizowanych w Wielkiej Brytanii tajnych ośrodkach brytyjskiego SOE, nazywanych Special Training School (skrót: STS) i oznaczonych arabskim numerem. SOE posiadała wiele takich ośrodków. Szkolono także w polskich bazach, m.in. we włoskiej Ostuni. Prawie wszystkie ośrodki były zarządzane przez brytyjskich komendantów, którzy odpowiadali za ich zaopatrzenie i obsługę. Polacy jako jedyni mieli szeroką autonomię, dlatego całością rekrutacji oraz przebiegiem szkolenia zarządzał Oddział VI SNW, choć formalnie większość ośrodków była brytyjska .
Pierwsze kursy dla kandydatów na CC (dywersyjno-strzelecki, walki wręcz, walki nożem, sabotażu, minerstwa i in.) zorganizowano jesienią 1940 w Inverlochy Castle (STS 25) koło Fort William (hrabstwo Inverness, Szkocja). Ukończyło go 74 kandydatów, głównie oficerów z 4 Brygady Kadrowej Strzelców. Kurs zaprawowy organizowano tam do 1941, w latach 1942–1944 w Garramour koło Airsag. Kurs badań psychotechnicznych prowadzono w STS 7A Guilford.
Szkolenie w zakresie zaprawy spadochronowej oraz skoków prowadzono w otwartym 21 czerwca 1940 brytyjskim ośrodku treningowym spadochroniarzy (Parachute Training School) w Ringway pod Manchesterem (znajdował się tam także ośrodek STS 51) oraz w polskim ośrodku szkolenia spadochronowego w Largo House pod Leven w Szkocji (hrabstwo Fife). Nazywany był Małpim Gajem, bo zlokalizowany był wśród starych dębów, tworzących atmosferę „gaju”, a od szkolonych kandydatów na CC wymagano małpiej wręcz zręczności, m.in. przechodzenia z drzewo na drzewo bez jakiegokolwiek sprzętu, tylko przy użyciu gałęzi drzew. Na bramie ośrodka widniał napis: Szukasz śmierci – wstąp na chwilę. Ośrodek rozpoczął działalność na początku czerwca 1941, wybudowano go ze środków własnych oficerów 4 Brygady. W gaju umieszczono m.in. przyrządy gimnastyczne pomagające wyrabiać potrzebną kondycję. Skoki ćwiczono, skacząc najpierw z wybudowanej przez Polaków w Lundin Links, niedaleko Largo House, 24-metrowej wieży spadochronowej. Była to pierwsza taka konstrukcja w Wielkiej Brytanii, nazywano ją polską wieżą. Od stycznia 1944 szkolenie spadochronowe prowadzono także w polskiej bazie nr 10 (Ośrodek Wyszkolenia nr 10) w Ostuni koło Brindisi (Włochy).
Kurs walki konspiracyjnej dla kandydatów na CC organizowano początkowo (1941/1942) w STS 38 Briggens, od 1 maja 1942 w najsłynniejszym ośrodku – STS 43 Audley End, oddanym Polakom przez SOE na wyłączność, w 1944 także w Ostuni (OW nr10).
Szkolenie dla kandydatów na CC ze specjalnością w łączności organizowano początkowo w polskim ośrodku w Anstruther (1941/1942) przy 1 Samodzielnej Brygadzie Spadochronowej, potem w budynkach dawnego browaru Auchtertool (1942/1943), później w obiekcie dawnej Saint Margaret’s School for Girls w Polmont (1943/1944). Ośrodek podlegał wyłącznie Oddziałowi VI SNW, nosił oficjalną nazwę Ośrodek Wyszkoleniowy Sekcji Dyspozycyjnej Oddziału Specjalnego Sztabu Naczelnego Wodza, jego dowódcą był płk Wiktor Bernacki.
Kurs polskiej szkoły wywiadu, zakamuflowanej pod nazwą Oficerski Kurs Doskonalący Administracji Wojskowej, prowadzony był początkowo w tajnym lokalu przy Kensington Park Road, w dzielnicy Bayswater w Londynie, następnie w Glasgow. Komendantem polskiej „szkoły szpiegów” był płk dypl. Stefan Mayer, przedwojenny szef wywiadu i kontrwywiadu Sztabu Głównego WP, który wcześniej zazwyczaj osobiście werbował kandydatów na CC do pracy w wywiadzie.
Kandydatów na CC szkolono w zakresie kierowania rozmaitymi pojazdami na polskim kursie motorowym i łączności w Dundee. Kandydatów na CC specjalizujących się w broni pancernej szkolono w brytyjskim Centrum Wyszkolenia Broni Pancernej i Technicznej w Catterick Camp, także w polskim ośrodku przy 2 Korpusie Polskim we Włoszech.
Lotniczy kurs specjalny w zakresie obsługi i pilotażu niemieckich samolotów organizowany był w tajnej brytyjskiej jednostce No. 1426 Flight RAF stacjonującej w pobliżu Londynu. Kandydatów na CC specjalizujących się w lotnictwie oraz łączności szkolono w zakresie obsługi urządzeń łączności ziemia–samolot m.in. w ośrodkach: STS 40 (Howbury Hall) oraz STS 61 (Gaynes’ Hall).
Kandydatów na CC ze specjalnością w legalizacji, czyli ekskluzywne szkolenie specjalistów od fałszowania dokumentów przeprowadzono w STS 38 w Briggens, gdzie mieścił się także ściśle tajny ośrodek fałszowania dokumentów. Zespół kilkunastu znakomitych fałszerzy, kreślarzy, techników, ekspertów grafologii, przy użyciu różnych specjalistycznych urządzeń, w tym ok. 50 rodzajów drukarek, wytwarzał m.in. paszporty, prawa jazdy, banknoty, także okupacyjne „młynarki” takiej jakości, że były nie do odróżnienia od prawdziwych. Kandydatów na CC ze specjalnością w legalizacji szkolił m.in. wybitny polski fałszerz Jerzy Maciejewski, przedwojenny pracownik Samodzielnego Referatu Technicznego Oddziału II (wywiad) Sztabu Generalnego WP. Ogółem podczas wojny w tym ośrodku wytworzono ok. 275 tys. różnych dokumentów dla ruchów oporu w całej okupowanej Europie.
Kończący cykl szkoleń kurs odprawowy organizowany był początkowo w Londynie, w latach 1942–1944 w polskim ośrodku – STS 43 Audley End, w STS 46 Michley koło Newport (1943/1944) oraz od 1944 także w polskiej bazie nr 10 (OW nr 10) w Ostuni koło Brindisi (Włochy).

## Transport cichociemnych
Powodzenie projektu wyszkolenia profesjonalnych oficerów do wsparcia walki podziemnnej w okupowanej Polsce – cichociemnych, zależało od bezpiecznego przetransportowania ich do Kraju. Jedyną możliwą drogą był transport lotniczy ze skokiem spadochronowym w okupowanej Polsce. Od początku 1940 Dowództwo ZWZ-AK oraz Polskich Sił Zbrojnych na Zachodzie (najpierw we Francji, a potem w Wielkiej Brytanii) poszukiwało możliwości zorganizowania takiego transportu lotniczego. Nie było to proste zadanie ze względu na odległość od Anglii (ok. 1,5 tys. km w jedną stronę), brak odpowiednich samolotów transportowych oraz konieczność przelotu nad terenami zajętymi przez Niemców.

### Organizacja lotów do Polski
W podziemnej Polsce od marca 1940 Szefostwo Lotnictwa (krypt. Bociany, Parasol) Oddziału V Komendy Głównej Związku Walki Zbrojnej (ZWZ), zajmowało się problemem łączności lotniczej z Francją, a potem z Anglią. Poszukiwano odpowiednich placówek odbiorczych, zrzutowisk zwanych koszami. Drogą radiową ustalano ze Sztabem Naczelnego Wodza procedury powiadamiania o terminie i miejscu zrzutu oraz komunikacji z samolotem. Od początku organizacją przerzutu cichociemnych oraz zaopatrzenia dla Armii Krajowej zajmował się mjr dypl. Jan Jaźwiński, oficer wywiadu w Oddziale VI (Specjalnym) Sztabu Naczelnego Wodza, początkowo jako szef Samodzielnego Referatu „S” (później Wydziału „S”) w tym Oddziale, od stycznia do 1 września 1944 komendant Głównej Bazy Przerzutowej w Latiano, 20 km. od lotniska Campo Casale pod Brindisi (Włochy). Pierwsze starania o uruchomienie łączności lotniczej z okupowaną Polską podjął w sierpniu 1940, m.in. spotykając się 21 sierpnia 1940 z przedwojennym rezydentem brytyjskiego wywiadu w Polsce kpt. Haroldem Perkinsem, późniejszym szefem sekcji polskiej Special Operations Executive.
Po stronie brytyjskiej dopiero powołanie SOE oraz sekcji polskiej SOE, współpracującej z Oddziałem VI Sztabu Naczelnegp Wodza pozwoliło myśleć realnie o uruchomieniu transportu lotniczego. SOE dla potrzeb przerzucania swoich agentów na tereny okupowanej Europy sformowało od 20 sierpnia 1940 Royal Air Force Special Duties Service – eskadrę specjalnego przeznaczenia, uzyskując w dzierżawie od RAF najpierw dwa starsze bombowce Armstrong Whitworth Whitley. Po wmontowaniu do nich dodatkowych zbiorników paliwa, wycięciu otworu w podłodze dla skoczków oraz po przeszkoleniu załóg brytyjskich, rozpoczęto ich wykorzystywanie w zrzutach agentów na tereny okupowanych krajów, zdobywając kolejne doświadczenia. Z początkiem 1941 sformowano 138 dywizjon RAF do zadań specjalnych w transporcie skoczków spadochronowych oraz zrzutów zaopatrzenia. W styczniu 1941 gen. Sosnkowski uzyskał informację o możliwości podjęcia próby lotu do Polski, przekazując też tę informację do Kraju.

### Sezony operacyjne
Samoloty bombowe w lotach transportowych miały dodatkowe zbiorniki paliwa, ograniczone uzbrojenie oraz leciały bez osłony myśliwskiej. Przeloty odbywały się bez użycia radia, na pułapie ok. 3000 m, z wykorzystaniem astronawigacji oraz nawigacji wzrokowej porównawczej z mapą, przy schodzeniu na pułap ok. 150–200 m nad miejscem zrzutu. Szansę w miarę bezpiecznego przelotu tam i z powrotem, w zasięgu do ok. 1800 km miały tylko w czasie długich jesienno-zimowych nocy. Okresy te nazwano sezonami operacyjnymi.
Lot próbny do Polski (krypt. „Adolphus”)
Natychmiast rozpoczęły się przygotowania. W Polsce opracowano plan ewakuacji skoczków z punktu ich odbioru do Warszawy. Od początku lutego rozpoczęto dyżurowanie na wybranym zrzutowisku koło Włoszczowy. W Sztabie Naczelnego Wodza wybrano skoczków oraz przygotowano zestawienie przesyłek zrzutowych. Dopiero 14 lutego radio BBC podało umówione hasło oznaczające start samolotu. Samolot z dwoma CC i kurierem MSZ z brytyjską załogą wystartował tego dnia około godziny 18:00, lecąc bezpośrednio nad Niemcami, doleciał około 23:00 nad teren Polski. Nawigator określał pozycję na podstawie mapy oraz obserwacji terenu i sygnałów w świetle trzeciego dnia po pełni Księżyca. Niestety zabłądzili i błędnie biorąc jakieś światła za sygnały zrzutowiska, dokonano zrzutu. Okazało się, że skoczkowie wylądowali koło Cieszyna. Z pomocą lokalnej ludności oraz członków ZWZ udało się im dostać do Krakowa.
Według listu gen. Sosnkowskiego lot ten na starym bombowcu Whittley był rekordowy, gdyż trwał 11 godzin i 45 minut, a po wylądowaniu w zbiornikach było raptem 50 litrów paliwa . Uznając ten lot za sukces, dzięki sprzyjającym wiatrom, Air Ministry oraz SOE wstrzymały dalsze loty do Polski.
W Szefostwie Lotnictwa w Polsce podjęto działania na rzecz usprawnienia łączności i sygnalizacji świetlnej ziemi z samolotami oraz wyszukania odpowiednich zrzutowisk zlokalizowanych w rejonie Warszawy i na Kielecczyźnie.
Gen. Sikorski i gen. Sosnkowski rozpoczęli starania o przydzielenie do 138 dyonu specjalnego przeznaczenia, na początek, dwóch samolotów nowszego typu obsadzonych polskimi załogami. Stwierdzono, że bezpośredni przelot nad terenami Niemiec jest zbyt niebezpieczny. Opracowano nową trasę nad Danią, Kopenhagą, Bornholmem na pułapie 3000 metrów, za Danią stopniowo obniżając pułap. Trasa ta liczyła w obie strony ok. 3200 km – była poza zasięgiem starych Whitleyów. W październiku 1941 gen. Sikorski otrzymał informację o przydzieleniu 138 dyonowi trzech czteromotorowych samolotów nowego typu Handley Page Halifax, które po przystosowaniu do zrzutów mogły być wykorzystane do tak długich lotów. W skład dyonu włączono też trzy polskie załogi.
Okres operacyjny „dalej próbny”

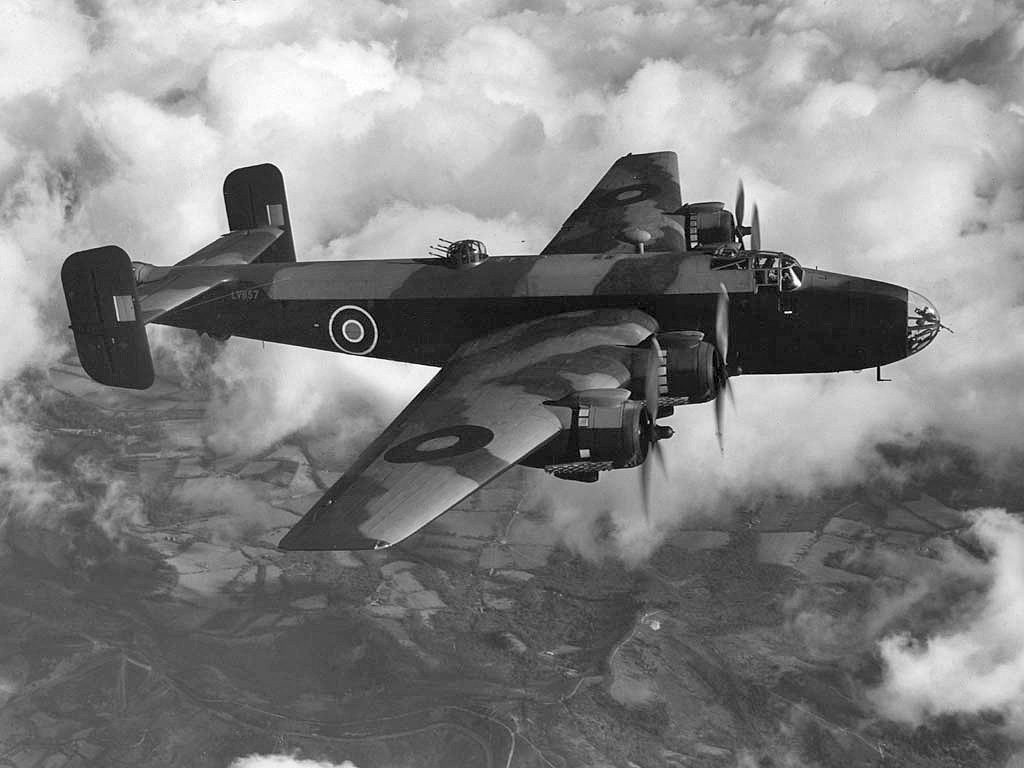
Handley Page Halifax B Mk.III produkcji brytyjskiej

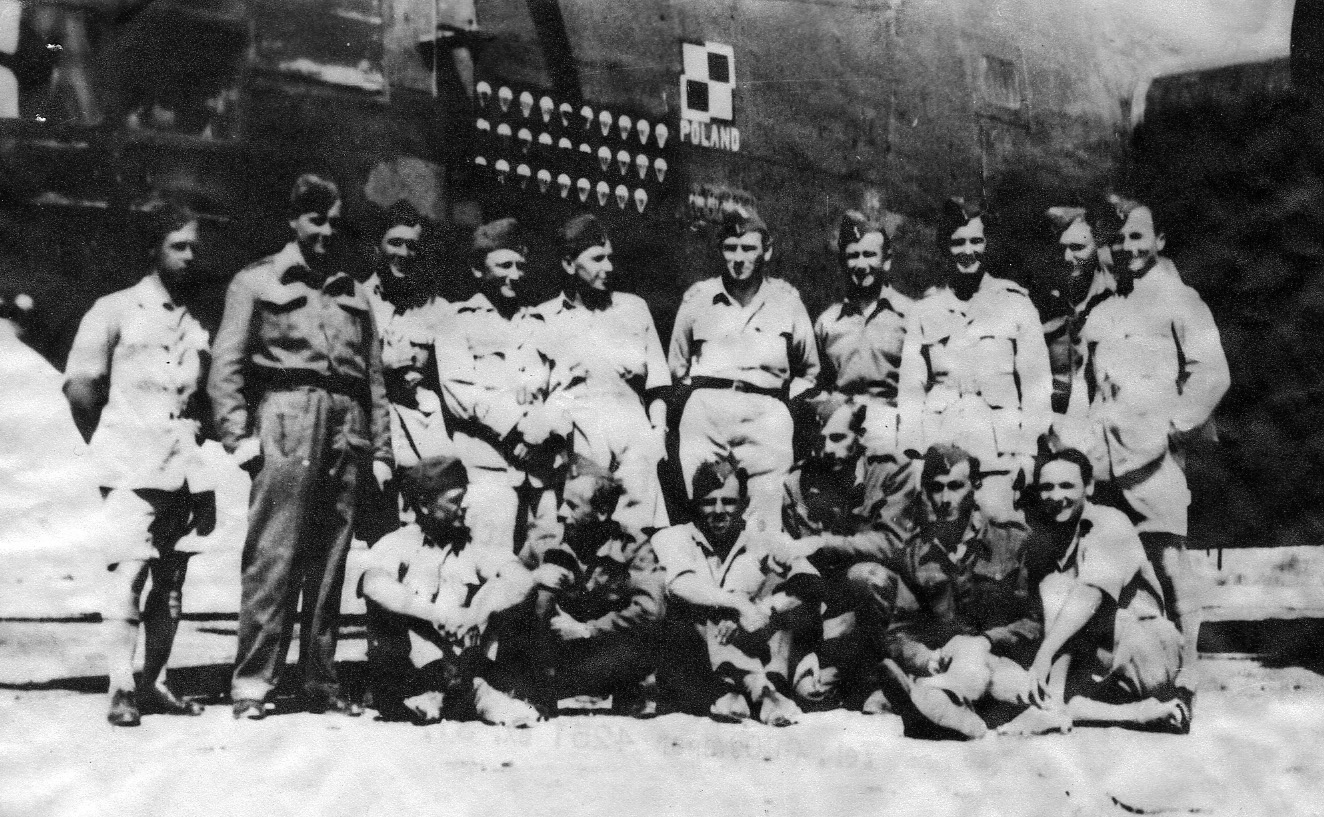
Polska załoga przy Halifaxie po powrocie znad Warszawy – sierpień 1944

Załadowany do lotu ze zrzutem Halifax z 148 Dyonu na lotnisku Campo Cassale – 1944

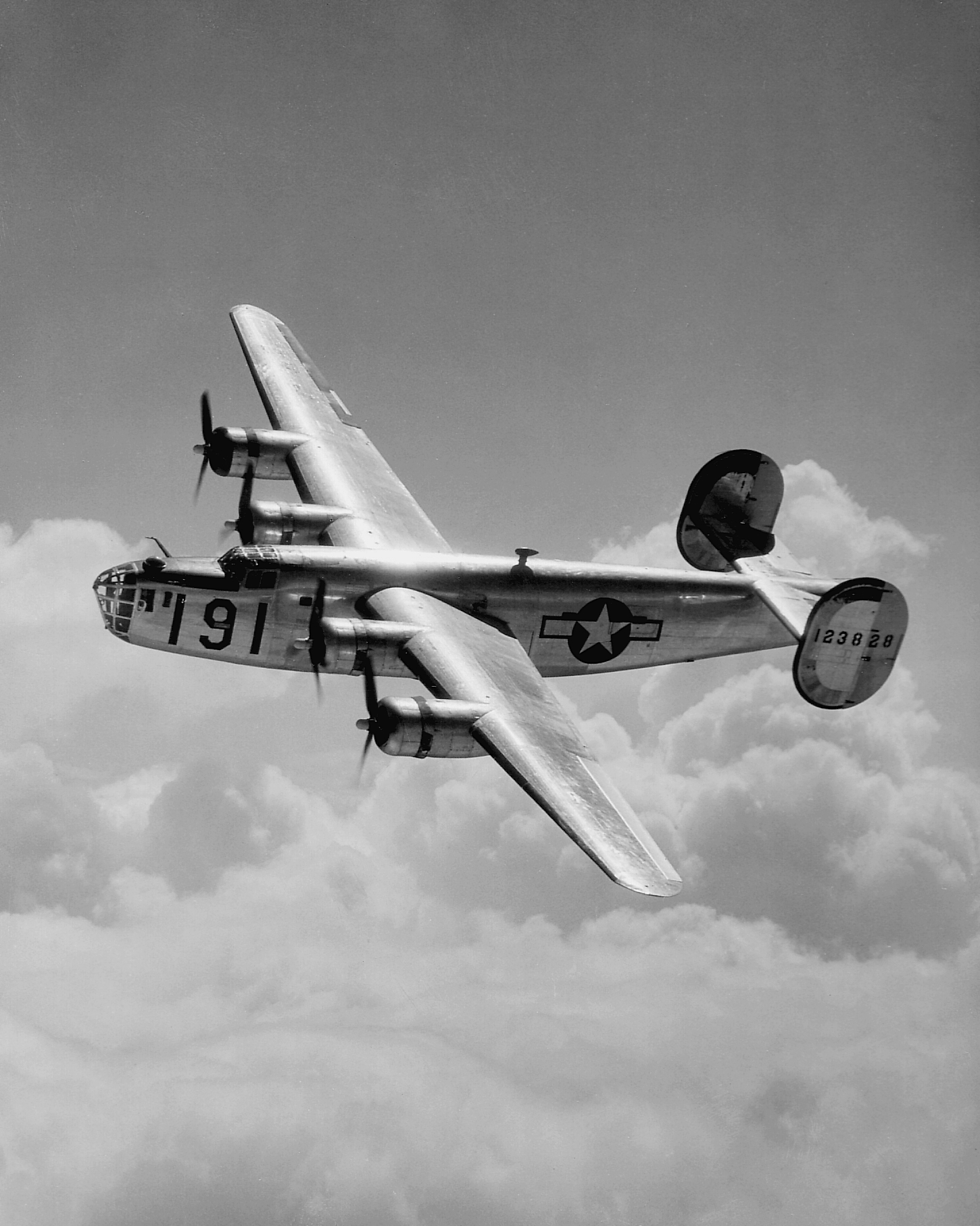
Consolidated B-24 Liberator produkcji USA

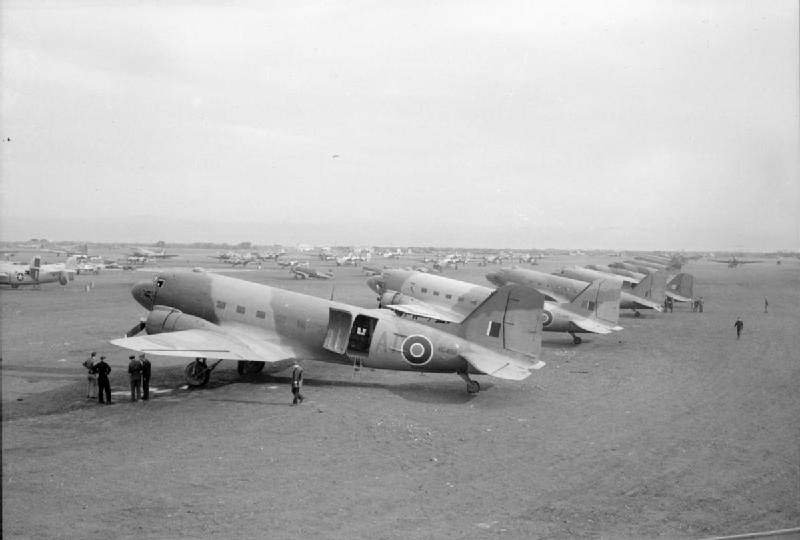
C-47 Dakota w wersji transportowej w 1944

Trwał od października 1941 do kwietnia 1942.
W tym okresie do Polski startowano 11 razy (9 załóg polskich, 2 brytyjskie) ze skoczkami. W 3 przypadkach samoloty musiały zawrócić z powodu złej pogody, oblodzenia lub uszkodzeń. Do celu dotarło 8 samolotów, z których zrzucono 45 skoczków: 38 CC oraz 7 kurierów, przy czym w trzech przypadkach poza ustalonym punktem odbioru. Z tego powodu 2 CC zginęło w walce z Niemcami tuż po wylądowaniu. Zrzucono też zasobniki z zaopatrzeniem. Stracono jeden samolot, który 8 listopada w drodze powrotnej lądował przymusowo w Szwecji, jego załogę internowano i niebawem powróciła do Anglii.
W maju 1942 wydzielono z Szefostwa Lotnictwa ZWZ wydział łączności i transportu lotniczego (krypt. Syrena, potem Import). Przybyły cc. Niemir Bidziński ps. Ziege był autorem instrukcji zrzutowych dotyczących układu świateł. Miał też wiedzę dotyczącą zasobników zrzutowych oraz zmodernizowanych S-fonów, służących podczas odbioru zrzutów do kontaktu ziemia – samolot. W Oddziale VI Sztabu Naczelnego Wodza wydzielono Wydział S (Specjalny), którego zadaniem było usprawnienie i nadzorowanie uzgadniania i informowania o zrzutowiskach wyznaczanych dla kolejnych operacji zrzutu w uzgodnieniu z „Syreną” w Kraju.
Od 31 marca 1942 samoloty 138 dyonu startowały z utajnionej bazy SOE RAF Tempsford. W okresie poza sezonami operacyjnymi wszystkie załogi dyonu wykonywały loty transportowe do okupowanych krajów w Europie ze zrzutami zaopatrzenia oraz skoczków.
Sezon operacyjny „Intonacja”
Trwał od sierpnia 1942 do kwietnia 1943. Do Polski wystartowało 35 samolotów ze skoczkami (głównie z polskimi załogami). W 6 przypadkach trzeba było zawrócić do bazy, powtarzając kurs w następnych dniach. Samolot z kursu 29 października 1942 rozbił się w Norwegii w drodze do Polski – zginęła załoga oraz 3 CC. Tym razem zrzutowiska były lepiej oznaczone oraz była lepsza komunikacja z nadlatującymi samolotami – w większości przypadków miejsca zrzutów zostały odnalezione. Skakało 106 CC oraz 5 kurierów. Jeden CC zginął przy skoku, 3 CC miało kontuzje. Wraz ze skoczkami dokonywano zrzutów zaopatrzenia. Oprócz samolotów ze skoczkami były też wysyłane samoloty z samym zaopatrzeniem. W walkach z Niemcami zginęło też 12 żołnierzy AK z zabezpieczenia zrzutowisk.
Na wiosnę 1943 utworzono Wydział Zrzutów Powietrznych (krypt. Import, Syrena) podległy Oddziałowi V Komendy Głównej AK. Nowa struktura Wydziału wykorzystywała dotychczasowe doświadczenia. Zrzutowiska w czasie zrzutu były teraz ubezpieczane przez coraz liczniejsze i lepiej uzbrojone oddziały zbrojne AK lub BCh. Zorganizowano też Referat Ewakuacji Personalnej KG Armii Krajowej (krypt. Ewa-Pers) zajmujący się opieką i aklimatyzacją przybyłych cichociemnych przez „ciotki cichociemnych”. Problemem stawała się wzmożona czujność Niemców, dokonujących rewizji na drogach i dworcach oraz poszukujących miejsc zrzutów.
W kwietniu 1943 z polskich załóg w 138 dyonie oraz przybyłych z dywizjonu 301, sformowano w dyonie eskadrę „C” z polskim dowódcą oraz polskimi mechanikami, co znacznie poprawiło, dotychczas niezbyt dobre, relacje pomiędzy Polakami a brytyjskim dowództwem dyonu. Poza sezonem operacyjnym załogi eskadry realizowały zadania dyonu nad okupowaną Europą.
Na jesieni 1943 Niemcy umieścili w Danii silną artylerię przeciwlotniczą, która skutecznie zestrzeliwała oraz uszkadzała przelatujące samoloty transportowe. Obrano nową trasę nad Skagerrakiem, Göteborgiem, Szwecją – trasa ta była o 200–300 km dłuższa (w jedną stronę), co było już poza zasięgiem Halifaxów. We wrześniu do eskadry „C” 138 dyonu przydzielono trzy amerykańskie czteromotorowe samoloty Consolidated B-24 Liberator z przeznaczeniem do lotów do Polski.
Sezon operacyjny „Riposta”
Trwał od sierpnia 1943 do lipca 1944. Z bazy RAF Tempsford we wrześniu 1943 do Polski wystartowało 12 lotów, z których 10 dotarło do celu, zrzucając 27 CC i 2 kurierów oraz zaopatrzenie materiałowe. Jeden z samolotów w powrotnej drodze został zestrzelony w Danii. Dnia 4 listopada 1943 r. wydzielono ze 138 dyonu eskadrę „C”, przekształcając ją w 1586 eskadrę specjalnego przeznaczenia. Samoloty, sprzęt i personel eskadry wysłano statkiem do Tunisu.
Z Tunisu 1586 eskadra została przebazowana na lotnisko Campo Cassale koło Brindisi, skąd do Polski było około 1200 km. Do końca sezonu wykonano 34 loty ze skoczkami, przy czym w 11 lotach trzeba było zawrócić do bazy. W Polsce zrzucono 111 CC oraz 8 kurierów, wśród których 1 cc. zginął z powodu nieotworzenia się spadochronu. Samolotom ze skoczkami towarzyszył dodatkowo drugi samolot z zaopatrzeniem.
W tym sezonie udało się też uruchomić lotniczy transport dwustronny z lądowaniem w Polsce. W operacji Most (Wildhorn) w trzech akcjach Most I, Most II i Most III wysłano do Polski 7 CC, a w powrotną drogę zabrano cc. płk Romana Rudkowskiego oraz 12 ważnych osób, a także elementy i dokumentację pocisków rakietowych V-2.
Sezon operacyjny „Odwet”
Trwał od sierpnia do grudnia 1944. Początek sezonu rozpoczął się nieoczekiwaną dla załóg transportowych informacją o wybuchu powstania warszawskiego. Bez specjalnego przygotowania zaczęto organizować loty z Campo Cassale z zaopatrzeniem dla powstańców.
Dopiero z końcem września 1944 rozpoczęto loty ze skoczkami do Polski. Wystartowało 14 samolotów, z czego 7 musiało wracać do bazy, a z 7 zrzucono 32 CC oraz 6 kurierów i emisariuszy. Jeden cc. zginął przy skoku z powodu nieotwarcia się spadochronu. Zrzucono też zaopatrzenie, również z dodatkowych samolotów.

### Odejście do Polski
Cichociemni po złożeniu przysięgi oczekiwali na rozkaz odejścia do Kraju, często nawet kilkanaście tygodni. Na około dwa tygodnie przed planowanym lotem grupa skoczków była koszarowana w odosobnieniu, gdzie przygotowywała się do pobytu w Polsce. Uczono się nowej tożsamości oraz dopasowanego do niej życiorysu. Weryfikowano poprawność fałszywych dokumentów. W dniu odlotu każdy z członków grupy oddawał na przechowanie wszystkie elementy swego ubrania oraz rzeczy osobiste, które w jakimkolwiek stopniu mogłyby go powiązać z pobytem poza okupowaną Polską. W zamian dostawał łachy z okupowanej Warszawy oraz odpowiednie do jego nowej tożsamości przedmioty osobiste i teczkę ze zmianą bielizny. Procedura ta była ściśle kontrolowana przez specjalnego oficera. Otrzymywano też rozkaz i instrukcję wyjazdu precyzującą zadania do wykonania w Kraju. Uzupełnieniem tego stroju był specjalny pas z walutą w dolarach oraz markach niemieckich i w złocie do przekazania upoważnionej osobie z ZWZ-AK. Otrzymywał też fiolkę z piorunującą trucizną.
Następnie nakładał kombinezon desantowy, do którego do specjalnej kieszeni wsuwał teczkę. Przypinał kilka sztuk broni krótkiej oraz nóż. Na głowę nakładał hełm desantowy. Następnie wybierał spadochron i zakładał go na siebie. Tak, już gotów do drogi, wraz z innymi z tej samej grupy był odwożony na pole lotniskowe do samolotu.

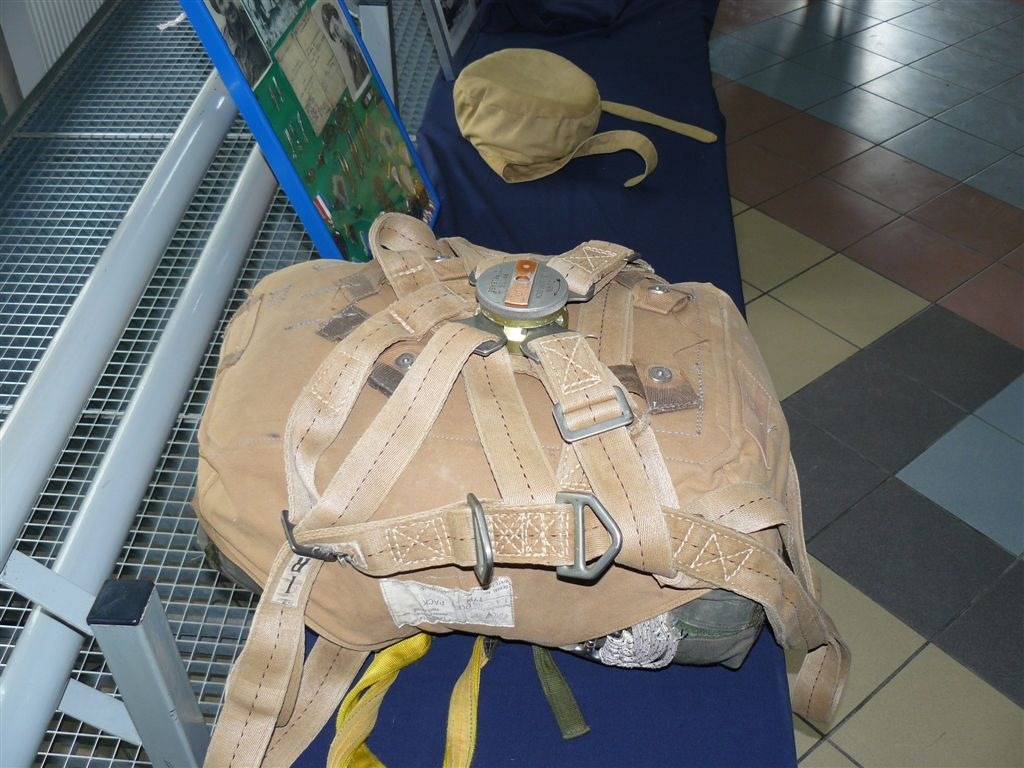
Spadochron IrvinGQ używany przez spadochroniarzy podczas II WŚ

Wsiadając do samolotu, cichociemni nie byli znani załodze, a czasem mieli nawet na sobie maski gazowe, aby nie byli rozpoznani. Były to środki bezpieczeństwa w przypadku dostania się ich lub załogi w ręce nieprzyjaciela. W samolocie nie było zbyt wygodnie i przestronnie. Twarde siedziska wzdłuż burt musiały wystarczyć na 5–6-godzinną podróż. Nie było też dla nich masek tlenowych, w zasadzie niepotrzebnych na pułapie 3000 m, ale przy przejściu ponad Tatrami mogli odczuwać brak tlenu.
Po uzyskaniu przez samolot pozycji nad miejscem zrzutu zapalał się sygnał do skoku. Przy prędkości samolotu ok. 200–240 km/godz. cichociemni skakali z wysokości co najmniej 150 m, przez otwór w podłodze samolotu, ze spadochronami plecowymi typu IrwinGQ. Po wylądowaniu należało się odczepić lub wyplątać ze spadochronu. Dobrze gdy natychmiast pojawiał się ktoś z obsługi zrzutowiska, który mógł pomóc i schować spadochron.
Po każdym zrzucie rozpoczynał się wyścig z czasem, sprzęt i skoczków trzeba było ukryć, gdyż zaalarmowane warkotem silników lotniczych patrole niemieckie przeszukiwały okolicę. Skoczkom pomagano dotrzeć na adresy kontaktowe – meliny w rejonie kosza (zrzutowiska). Mieli także podany wcześniej adres kontaktowy w Warszawie, hasło i odzew. Na melinie otrzymywali dokumenty obowiązujące na terenie Generalnego Gubernatorstwa. Po kilkunastu godzinach skoczkowie wyruszali do Warszawy na aklimatyzację, czyli przystosowanie się do istniejących realiów okupacyjnych. Pomagały im w tym ciotki z Referatu Ewakuacji Personalnej „Syreny” KG AK.

### Bilans transportu cichociemnych
W czterech sezonach operacyjnych wykonano łącznie 110 lotów transportowych z pasażerami, przy czym tylko 78 z nich osiągnęły cel umożliwiający skok. A 3 z nich odbyły się z lądowaniem w Polsce z zabraniem pasażerów i materiałów z powrotem. Poniesione straty były stosunkowo niewielkie – 1 rozbity samolot z internowaniem załogi, 1 rozbity z utratą załogi i pasażerów oraz 1 zestrzelony z utratą załogi. Oprócz tego samoloty wracały często silnie postrzelane i uszkodzone. Oprócz pasażerów samoloty wiozły też zaopatrzenie zrzucane razem ze skoczkami. Ponadto w sezonach operacyjnych wykonano ponad 750 lotów transportowych z zaopatrzeniem. Szczególnie trudne były loty z zaopatrzeniem dla powstania warszawskiego.
|           | Liczba lotów | Cel osiągnięty | Istotne zdarzenia                       |
| --------- | ------------ | -------------- | --------------------------------------- |
| 1941      | 3            | 3              | 1 rozbity w Szwecji                     |
| 1942      | 19           | 14             | 1 rozbity w Norwegii w drodze do Polski |
| 1943      | 37           | 31             | 1 zestrzelony w Danii                   |
| 1944      | 51           | 33             | 3 z lądowaniem (akcje Most)             |
| 1941–1944 | 109          | 81             |                                         |

Rozkład lotów transportowych z pasażerami był „układany” według możliwości uzyskania odpowiednich samolotów, stanu przygotowania do obioru skoczków, długością trwania nocy oraz okresu prawie pełni Księżyca i ogólnych warunków meteorologicznych. Jak widać z tabelki, rozkład lotów był bardzo nieregularny i niekiedy CC musieli długo oczekiwać na transport do kraju.
W lotach transportowych z pasażerami przewieziono 317 cichociemnych oraz 28 kurierów (jeden kurier skakał dwukrotnie), Węgra – radiotelegrafistę, a także 4 Anglików w operacji Freston. Jeden z cichociemnych płk Roman Rudkowski skakał dwukrotnie i w międzyczasie wracał do Anglii w akcji Most II. W czasie tych operacji lotniczych życie straciło 8 cichociemnych: 3 CC w zestrzelonym samolocie, 4 CC podczas skoku z powodu złego działania spadochronu i 2 CC zginęło w walce z Niemcami tuż po wylądowaniu na ziemi. 308 CC mogło podjąć działania służbowe.
|           | 01 | 02 | 03 | 04 | 05 | 06 | 07 | 08 | 09 | 10 | 11 | 12 | w roku |
| --------- | -- | -- | -- | -- | -- | -- | -- | -- | -- | -- | -- | -- | ------ |
| 1941      |    | 2  |    |    |    |    |    |    |    |    | 2  | 4  | 8      |
| 1942      | 5  |    | 21 | 6  |    |    |    |    | 21 | 19 |    |    | 72     |
| 1943      | 10 |    | 30 | 29 |    |    |    |    | 28 | 2  |    |    | 99     |
| 1944      |    |    |    | 55 | 41 |    | 10 |    | 6  | 13 | 6  | 7  | 138    |
| 1941–1944 |    |    |    |    |    |    |    |    |    |    |    |    | 317    |

Uwagi:
1. ↑  Źr. witryna R.Zając, Cichociemni elita dywersji, Fundacja Rozwoju Demokracji.
2. ↑  Po wylądowaniu w walce z Niemcami jeden cc. zginął, a drugi wobec ich przewagi popełnił samobójstwo.
3. ↑  W locie do Polski samolot rozbił się w Norwegii, 3 CC zginęło.
4. ↑  Jeden cc. poniósł śmierć w czasie skoku, gdyż nie otworzył się spadochron.
5. ↑  2 CC przyleciało w akcji Most I.
6. ↑  Jeden cc. zginął podczas skoku z powodu uszkodzenia spadochronu, 2 CC przyleciało w akcji Most II.
7. ↑  4 CC przyleciało w akcji Most I.
8. ↑  Jeden cc. zginął podczas skoku z powodu uszkodzenia spadochronu.

CC przewieźli większość pieniędzy dla Armii Krajowej oraz Polskiego Państwa Podziemnego – łącznie ok. 30,7 mln USD, ok. 374,8 tys. USD w złocie, ok. 15,5 mln RM (kurierzy dostarczyli ok. 3,9 mln USD w banknotach i złocie oraz ok. 4,5 mln marek niemieckich).

## Cichociemni w działaniu

### Dowodzenie, działania sztabowe
64 cichociemnych przybywających do Polski w latach 1941–1942 obsadzało wszystkie odcinki walki prowadzonej przez Związek Walki Zbrojnej (ZWZ). Żołnierzami organizacji wojskowo-sabotażowo-dywersyjnej Związku Odwetu było 6 z nich, a organizacji dywersyjnej o kryptonimie Wachlarz 27 CC. Od lutego 1942 r. zastępcą komendanta ZWZ był cc. mjr Henryk Krajewski ps. Trzaska.
Po przekształceniu ZWZ w Armię Krajową wszyscy 92 CC przeszli do nowych struktur Komendy Głównej AK, obejmując między innymi funkcje 8 komendantów i zastępców komendantów okręgów, 7 szefów sztabów i kilkunastu szefów oddziałów w obszarach i okręgach. Byli doskonałą kadrą, która potrafiła profesjonalnie dowodzić oraz przekazywać podkomendnym swoją wiedzę.
W 1944 w powstaniu warszawskim 95 CC pełniło wiele funkcji dowódczych na różnych szczeblach. CC. gen. Leopold Okulicki został 27 lipca 1944 mianowany zastępcą Tadeusza Bora-Komorowskiego na stanowisku komendanta AK oraz został komendantem zakonspirowanej organizacji „NIE”. Od 21 grudnia 1944 komendant główny AK.

### Dywersja i sabotaż
W Kedywie walczyło ogółem 146 CC, w tym 6 ze Związku Odwetu, 27 z Wachlarza oraz 20 w oddziałach partyzanckich. Między innymi to CC zorganizowali i przeprowadzili (nieudany) zamach na generalnego gubernatora Hansa Franka oraz przeprowadzili 18 stycznia 1943 brawurową akcję na więzienie w Pińsku, uwalniając 40 więźniów, w tym żołnierzy Wachlarza, a także przygotowali akcję na więzienie w Końskich, przeprowadzoną 5 czerwca 1944, w wyniku której uwolniono ok. 70 więźniów.

### Łączność
Łączność Armii Krajowej stanowiło ok. 60 radiostacji o kryptonimie „Wanda”, w tym 10 radiostacji Komendy Głównej AK i Komendy Obszaru Warszawa AK, 25 radiostacji w Komendach Okręgów lub Inspektoratów AK, 10 radiostacji w sieci lotniczej oraz 5 radiostacji przy dużych oddziałach partyzanckich. W sieci łączności AK pracowało 50 CC. ponadto 12 CC służyło w łączności powstania warszawskiego, pracując na wszystkich funkcjonujących 9 radiostacjach .

### Wywiad
Szefem wywiadu ofensywnego Komendy Głównej AK był cc. płk dypl. Kazimierz Iranek-Osmecki ps. Makary. W wywiadzie ofensywnym AK służyło 37 CC, m.in. zdobyli plany prototypów nowych niemieckich czołgów Panther, ręcznej broni przeciwpancernej Panzerfaust, zlokalizowali fabryki części do samolotów Focke-Wulf, umożliwiając ich zbombardowanie oraz przyczynili się do rozpracowania niemieckich pocisków V-1 oraz V-2.

### Legalizacja
W strukturze Oddziału II Komendy Głównej AK funkcjonował Wydział Techniki i Legalizacji, którego zadaniem było przygotowywanie fałszywych dokumentów dla oficerów wywiadu (głównie AK) działających w okupowanej Europie, „pakowanie” konspiracyjnej poczty KG AK wysyłanej do Sztabu Naczelnego Wodza w Londynie oraz wykonywanie stacjonarnych i przenośnych skrytek na materiały wywiadowcze AK. Od kwietnia 1942 wydziałem kierował cc. por. Stanisław Jankowski ps. Agaton.

### Szkolenie
Komendantem szkoły dywersji Kedywu AK o kryptonimie Zagajnik (do lipca 1944, przeszkolono w niej ok. 1200 żołnierzy AK) był cc. mjr Henryk Krajewski ps. Trzaska, a instruktorami 16 CC. 146 CC walczących w Kedywie było także instruktorami dywersji na swoim terenie.

### Zaopatrzenie
Cichociemni byli także kierownikami Centrali Zaopatrzenia Terenu (CZT), wspierającej jednostki AK poprzez uzupełnienie ich w ludzi, broń, sprzęt, lekarstwa itp. CC gen. dyw. Tadeusz Kossakowski ps. Krystynek kierował zespołem ok. 800 osób produkujących środki walki, m.in. wyprodukowano ok. 35 tys. sztuk granatów, kilka dział szturmowych, miotacze płomieni; naprawiali karabiny, broń palną krótką i maszynową.

### Cichociemni poza AK
Większość CC służyła w AK, ale kilku przeszło do innych jednostek poza strukturami AK, np.: do 1 pułku Legii Nadwiślańskiej NSZ, Brygady Świętokrzyskiej Narodowych Sił Zbrojnych, do Związku Syndykalistów Polskich oraz do Uderzeniowych Batalionów Kadrowych.

### Działalność wojskowa po wojnie
Po zakończeniu II wojny światowej, w Polsce co najmniej 18 CC pozostało w konspiracji w AK lub poza strukturami wojskowymi, m.in. zajmowali się przerzucaniem ludzi na Zachód albo ze wschodu do Polski centralnej i zachodniej. 64 CC walczyło jako żołnierze wyklęci w antykomunistycznym podziemiu zbrojnym, ok. 30 przydzielono do organizacji NIE, 43 CC działało w strukturach Delegatury Sił Zbrojnych na Kraj, 32 CC w Zrzeszeniu Wolność i Niezawisłość ponadto kilku w innych formacjach antykomunistycznych: Ruchu Oporu Armii Krajowej: mjr Wincenty Ściegienny, mjr Adam Trybus; Obywatelskiej Armii Krajowej: ppłk Stanisław Sędziak; oraz Narodowych Siłach Zbrojnych

### Działalność konspiracyjno – polityczna po wojnie
Cichociemni zaangażowali się także w działalność w antykomunistycznych organizacjach i strukturach emigracyjnych środowisk, głównie w Wielkiej Brytanii:
- w Delegaturze Zagranicznej WiN: płk Adam Boryczka, mjr Bohdan Kwiatkowski, mjr Benon Łastowski, kpt. Stanisław Kolasiński, kpt. Franciszek Rybka, mjr Zdzisław Sroczyński,
- w Polskim Ruchu Wolnościowym Niepodległość i Demokracja: płk Adam Boryczka, kpt. Jan Nowak-Jeziorański, mjr Jerzy Szymański,
- w powołanej przez gen Stanisława Tatara centrali „Hel”: mjr Kazimierz Bilski, ppor. Leszek Starzyński[88].

Ponadto uczestniczyli w antykomunistycznych operacjach specjalnych (w tym w zrzutach skoczków) zachodnich służb: brytyjskiej SIS oraz amerykańskich OPC (poprzedniczki CIA) oraz CIA, m.in. płk Adam Boryczka, płk Roman Rudkowski, mjr Bohdan Kwiatkowski, mjr Benon Łastowski, kpt. Stanisław Kolasiński, kpt. Jan Nowak-Jeziorański, kpt. Franciszek Rybka, mjr Zdzisław Sroczyński.
Cichociemny Jan Nowak-Jeziorański od 1952 do 1976 kierował polską sekcją Radia Wolna Europa.

## Represjonowanie cichociemnych
Cichociemni spodziewali się represji ze strony Niemców, ale były dla nich zaskoczeniem represje ze strony Sowietów zajmujących Polskę, a szczególnie represje ze strony nowych polskich komunistycznych władz .

### Wcześniejsze represje
Podczas kampanii wrześniowej 1939 z 229 przyszłych cichociemnych, walczących wtedy w obronie Kraju, 12 dostało się do niemieckich obozów jenieckich – 7 z nich uciekło i dotarło do Anglii.
W deportacji obywateli polskich w latach 1939–1941 przez władze sowieckie było też 10 przyszłych cichociemnych. Zostali oni aresztowani po zajęciu Kresów przez Armię Czerwoną, a następnie zesłani na tereny wschodnie Rosji.
Dzięki układowi Sikorski-Majski z 30 lipca 1941, w obozach NKWD dla jeńców polskich od 23 sierpnia 1941 zesłani mogli uzyskać przepustkę i bilet do miejsca formowania Armii Andersa, z którą opuścili ZSRR.

### Okupacja niemiecka
Cichociemni według Konwencji Genewskiej nie byli żołnierzami, złapani na terenie okupowanym nie mieli praw jeńców wojennych . Organy represji III Rzeszy: Gestapo, Abwehra, SD, żandarmeria oraz Kriminalpolizei traktowali ich jako agentów nieprzyjaciela, a najczęściej jako bandytów.
Spośród 316 cichociemnych, 102 poległo podczas wojny do 8 maja 1945. Spośród nich:
- 9 CC zginęło podczas lotu lub skoku do Kraju,
- 51 CC aresztowało Gestapo, z których 16 zamordowano podczas przesłuchań, 8 zażyło truciznę w czasie aresztowania, ale też 9 uciekło, 4 odbiły oddziały AK, a 3 wykupiono,
- 5 CC aresztowanych przez Abwehrę, 4 zamordowano, piątego wysłano do obozu koncentracyjnego, gdzie został zamordowany,
- 1 CC aresztowany przez służby bezpieczeństwa SS uciekł,
- 4 CC aresztowanych przez niemiecką żandarmerię, 2 z nich uciekło,
- 4 CC aresztowała Kriminalpolizei,
- 2 CC zaaresztowała policja litewska i białoruska, przekazując ich potem Gestapo,
- 25 CC wysłano do niemieckich obozów koncentracyjnych[93], gdzie 11 (lub 13) zamordowano,
- 6 CC umieszczono we frankistowskim obozie koncentracyjnym Miranda de Ebro,
- 95 CC walczyło w powstaniu warszawskim, gdzie 18 poległo, a około 20 było rannych[23][94].

Po podpisaniu warunków kapitulacji powstania warszawskiego prawie 15 tys. żołnierzy powstania, a wśród nich 44 CC osadzono w obozach jenieckich, skąd 6 CC uciekło. Zbliżający się koniec wojny spowodował, że Niemcy w odwrocie zmuszali również jeńców tych obozów do długich marszów na Zachód. Obozy te były wyzwalane przez Aliantów w miarę zdobywania terenu Niemiec.

### Represje sowieckie
W latach 1944–1946, przy wkraczaniu Armii Czerwonej na ziemie polskie, intensywną działalność rozpoczął Ludowy Komisariat Spraw Wewnętrznych ZSRR – NKWD. Oficerowie sowieccy dokonywali aresztowań polskich obywateli, głównie podejrzanych o przynależność do AK, a potem szczególnie poszukiwali cichociemnych traktowanych jako agentów brytyjskich.
122 CC zostało aresztowanych przez NKWD, a w tym:
- 8 CC straciło życie podczas przesłuchań lub z wyroków sowieckiego sądu
- 83 CC zostało zesłanych do sowieckich łagrów, ostatni powrócił do Polski dopiero w 1956[95]
- pozostałych po ciężkich przesłuchaniach przekazywano polskim sądom wojskowym.

### Represje w PRL
W komunistycznym PRL-u od 1944 – Resort Bezpieczeństwa Publicznego (RBP), a od 1 stycznia 1945 Ministerstwo Bezpieczeństwa Publicznego (MBP) oraz jego terenowe agendy: Urzędy Bezpieczeństwa Publicznego (UBP) represjonowały wspólnie z NKWD oraz samodzielnie głównie żołnierzy AK, aresztując ich oraz często nieludzko przesłuchując. Po uzyskaniu zadowalających zeznań, sprawę kierowano do Wojskowego Sądu Rejonowego (WSR). Sądy te rozpatrywały sprawy karne nie tylko przeciwko żołnierzom, ale także przeciw osobom cywilnym oskarżonym o tzw. „zbrodnie stanu”, prawdziwym lub wyimaginowanym przeciwnikom systemu komunistycznego. Oskarżonym wymierzano kary wieloletniego więzienia lub karę śmierci – początkowo w roku 1944 i 1945 czasem z ułaskawienia Bieruta na karę więzienia.
103 CC było aresztowanych przez UB (w tym 13 aresztowało NKWD, a 5 NKWD wspólnie z UB). Wśród nich:
- 15 CC torturowano podczas przesłuchań, doprowadzając do śmierci 9 (lub 10), w tym:
  - 6 w więzieniu aresztu śledczego przy ul. Rakowieckiej Warszawa-Mokotów,
  - 3 w więzieniu na Zamku w Lublinie,
- 20 CC skazano na śmierć, części zamieniono karę na wieloletnie więzienie,
- 2 CC skazano na dożywotnie pozbawienie wolności,
- 22 CC na wieloletnie więzienie.

Wszyscy przebywający od 1944 w Polsce CC byli stale inwigilowani oraz szykanowani przez UB według rozkazów MBP. Od 1956 rolę tę przejęła SB. Do inwigilacji korzystano z agentów, potem tajnych współpracowników (TW). Szykany polegały na uniemożliwianiu im oraz ich rodzinom podejmowania stałej pracy, częste wezwania na przesłuchania oraz blokowanie możliwości wyjazdu na Zachód. Taki nadzór w stosunku do niektórych osób trwał do ich śmierci lub nawet do 1989.
W celu lepszego poznania środowiska byłych CC, UB nakłaniał, a wręcz zmuszał dodatkowymi szykanami CC do podpisania aktu lojalności wobec nowych władz oraz zgody na bycie agentem UB (od 1957 tajnym współpracownikiem)(TW) SB. Według nie do końca zweryfikowanych ustaleń prawie 40 CC miało zgodzić się na taką współpracę, przy czym tylko kilku z własnego zgłoszenia. Większość z nich starała się być „nieużytecznymi”, co powodowało rezygnację z ich usług, ale też poddanie nowym szykanom. Pozostali jednak swoimi działaniami operacyjnymi i donosami przysporzyli wielu CC sporo kłopotów

.
Z powodu tych represji 59 CC uciekło za granicę (nie wszystkim się to powiodło), dołączając do przebywających tamże 32 CC, którzy pozostali na emigracji po wyzwoleniu obozów w Niemczech. Wielu wróciło do Polski po 1990, albo już pośmiertnie na swoje życzenie, aby spocząć w polskiej ziemi.
Sądy Okręgów Wojskowych po 1991, na wniosek zainteresowanych, a częściej na wniosek ich rodziny uznawały wyroki WSR z lat 1944–1970 za nieważne, gdyż były wydane wobec osób działających na rzecz niepodległego bytu Państwa Polskiego.

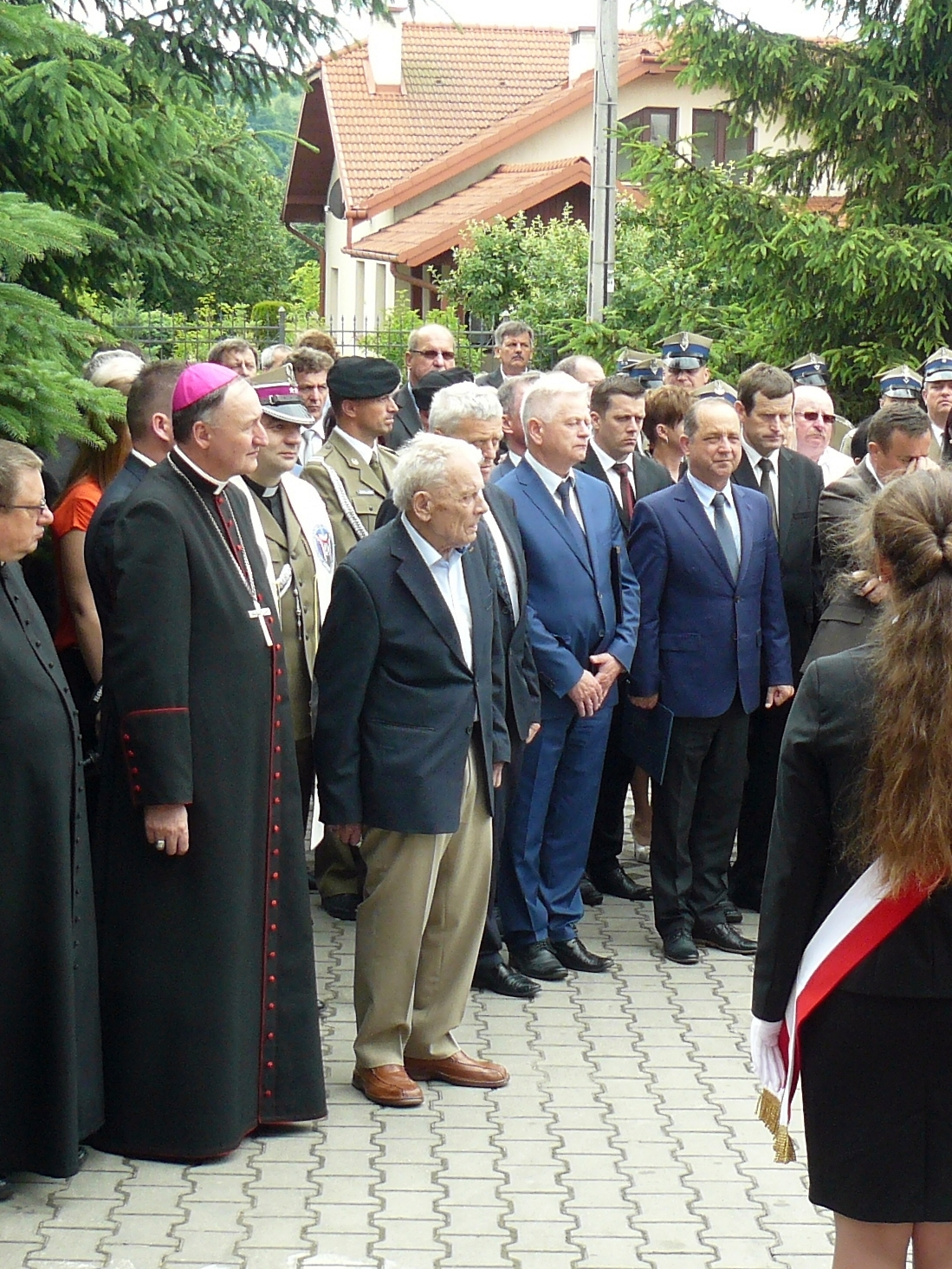
Mjr cc Aleksander Tarnawski był ostatnim żyjącym cichociemnym. Zmarł w 2022 roku, mając 101 lat

## Upamiętnienie

### Pamięć o cichociemnych
- Rodziny oraz sympatycy cichociemnych, dbając o zachowanie pamięci oraz przekazanie ich historii młodszemu pokoleniu, spotykają się co roku na Zjazdach Cichociemnych i Ich Rodzin, współorganizowanych przez Fundację im. Cichociemnych spadochroniarzy Armii Krajowej oraz JW Grom (JW 2305)[89] .
- Jednostka specjalna GROM rozkazem MON z 4 kwietnia 1995 otrzymała nazwę Jednostka Wojskowa Grom im. Cichociemnych Spadochroniarzy Armii Krajowej oraz jest zobowiązana do kontynuowania Ich dumnej tradycji[100]
- Sejm Rzeczypospolitej Polskiej ustanowił rok 2016 m.in. Rokiem Cichociemnych[101]

.
- Narodowy Bank Polski w 2016 wyemitował srebrną kolekcjonerską monetę o nominale 10 zł upamiętniającą 75. rocznicę pierwszego zrzutu cichociemnych[103].
- W grudniu 2016 Polska Wytwórnia Papierów Wartościowych dla uczczenia pamięci 316 CC wyprodukowała w limitowanej serii stu egzemplarzy kolekcjonerski paszport testowy „Cichociemni”[104].
- PLL LOT w czerwcu 2017 na kadłubie Boeinga 787 (rejestracja SP-LRG) umieściły Znak Spadochronowy oraz podpis upamiętniający cichociemnych[105].

### Pomniki

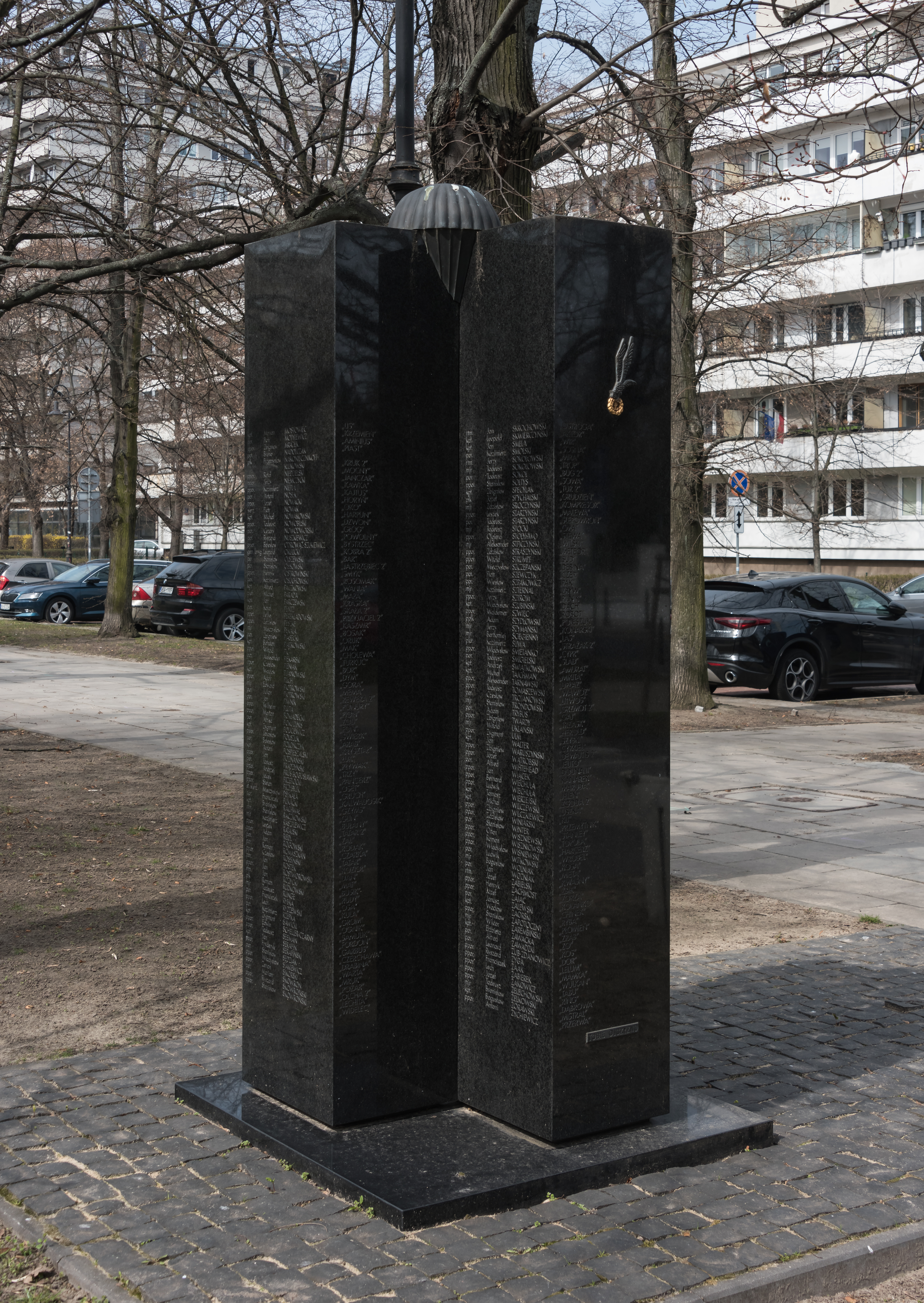
Pomnik Cichociemnych Spadochroniarzy AK w Warszawie

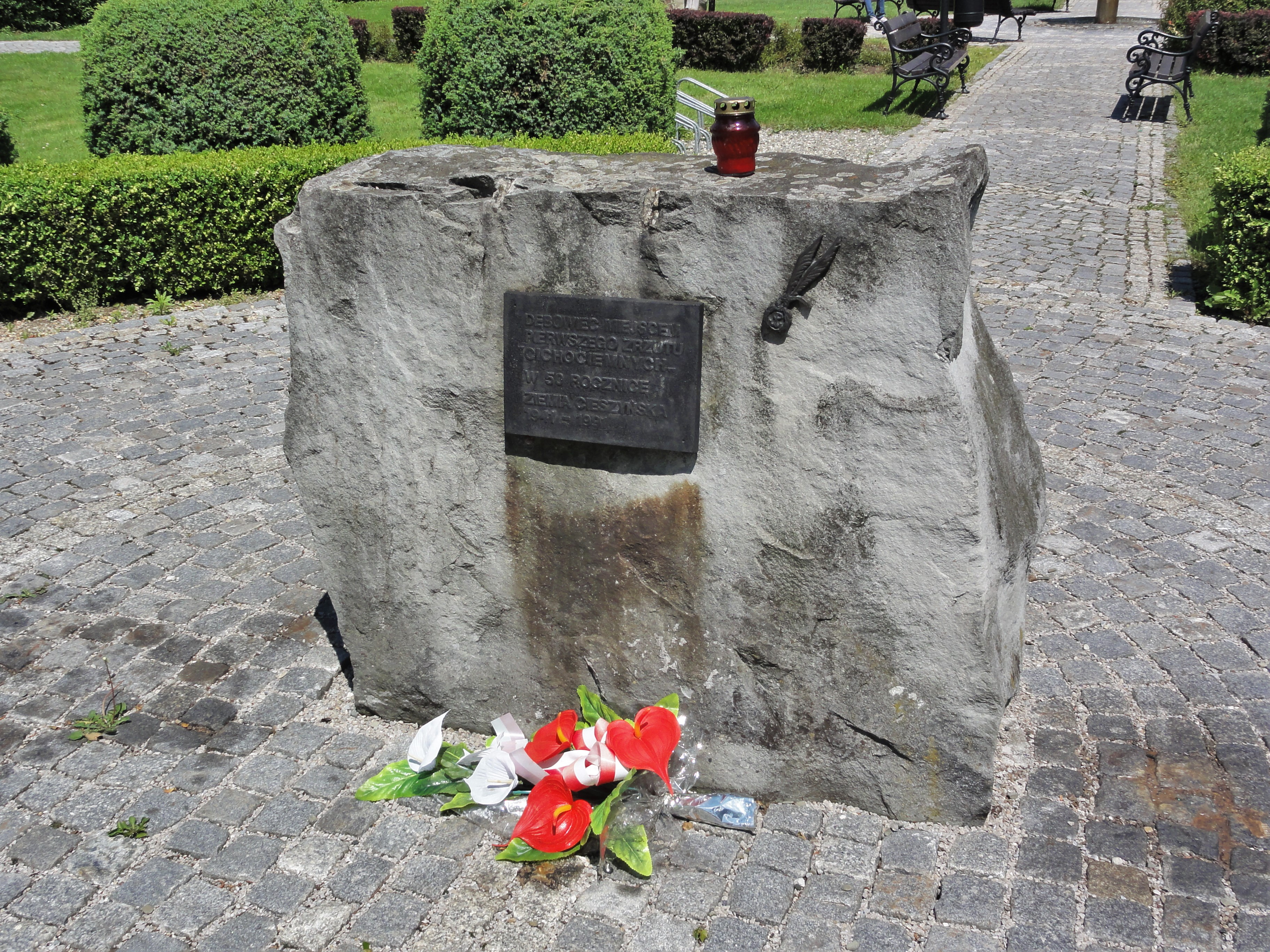
Pomnik w Dębowcu upamiętniający pierwszy zrzut cichociemnych na terenie okupowanej Polski

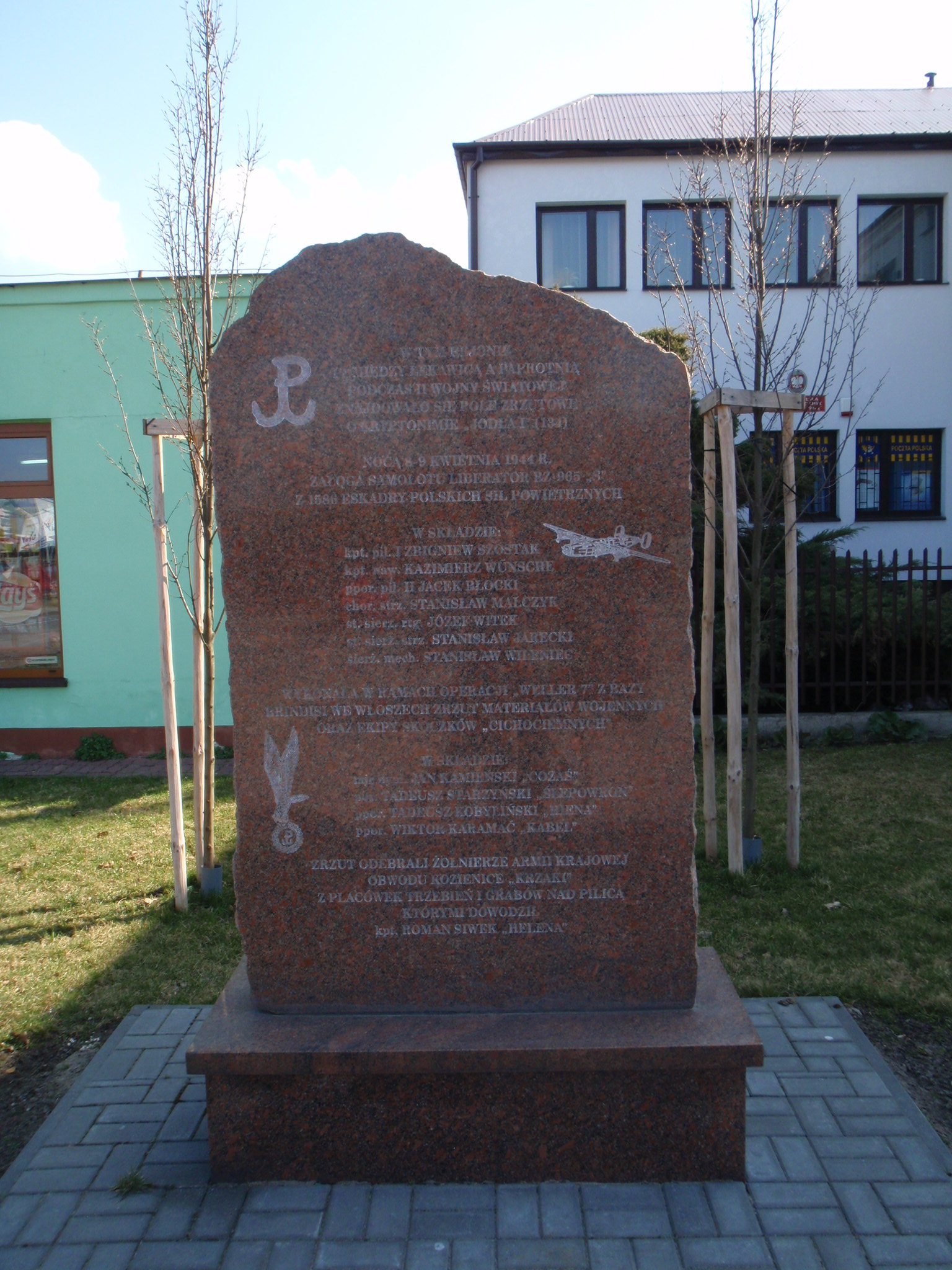
Pomnik w Grabowie nad Pilicą upamiętniający zrzut cichociemnych

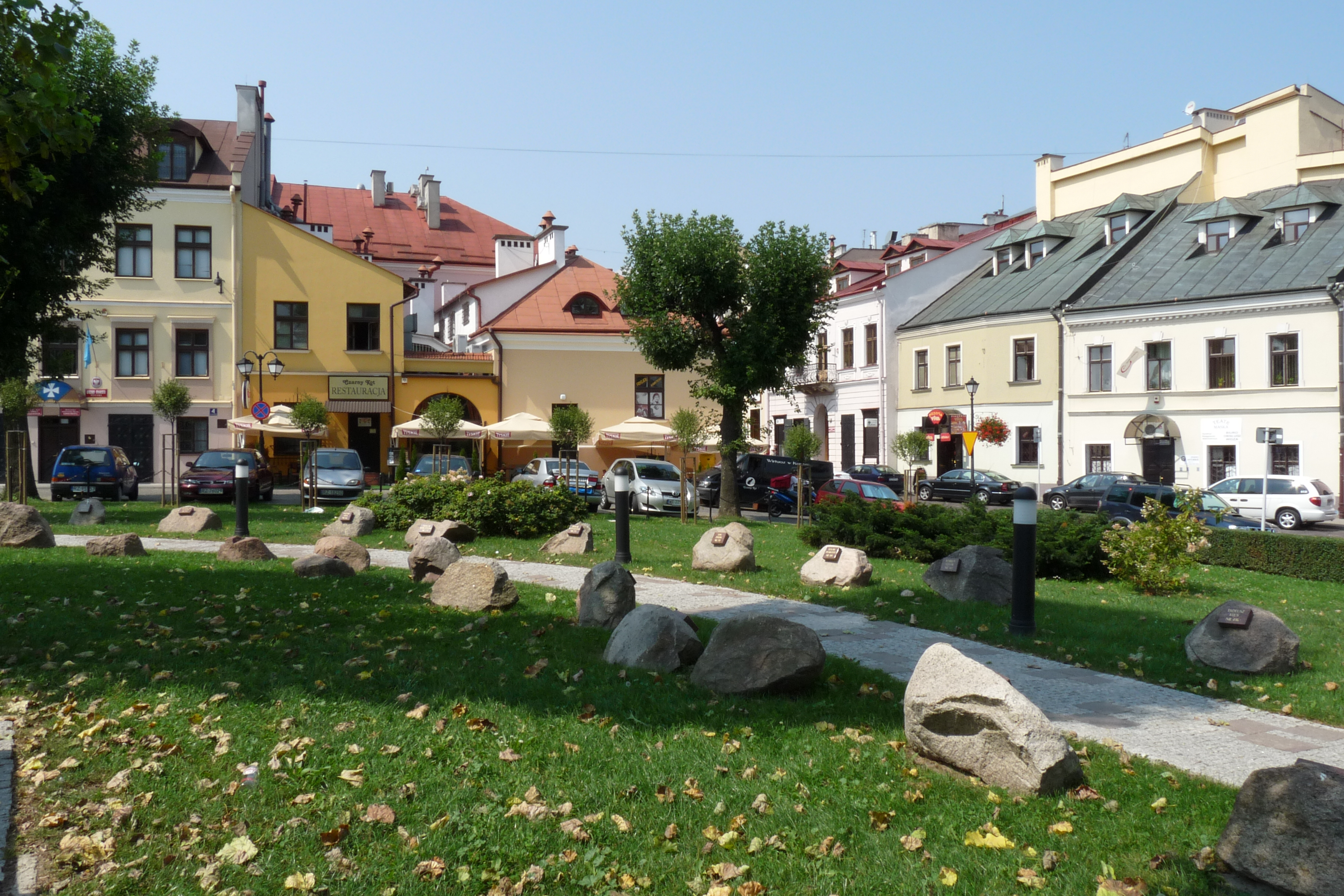
Skwer Cichociemnych w Rzeszowie

- 7 października 2013 w Warszawie przy ul. Jana Matejki, w pobliżu kompleksu budynków Sejmu, odsłonięto Pomnik Cichociemnych Spadochroniarzy AK; autorem rzeźby jest Marek Moderau[106].
- 15 maja 2005 odsłonięto na terenie warszawskiej jednostki komandosów pomnik poświęcony cichociemnym spadochroniarzom AK.
- We wrześniu 1991 w Dębowcu odsłonięto obelisk upamiętniający pierwszy skok w Polsce cichociemnych Józefa Zabielskiego (ps. Żbik), mjr. Stanisława Krzymowskiego (ps. Kostka) i kuriera Czesława Raczkowskiego (ps. Orkan), wykonany w nocy z 15 na 16 lutego 1941.
- 19 września 1965 w Warszawie odsłonięto pomnik Polskich Spadochroniarzy i Cichociemnych[107].
- W 2023 roku w Niekłaniu Wielkim w województwie świętokrzyskim, w powiecie koneckim, w gminie Stąporków stanął pomnik żołnierzy Armii Krajowej „Cichociemnych”.[108]

### Patronaty
Cichociemni są patronem kilkudziesięciu organizacji harcerskich, m.in.:
- Szczep Harcerski im. Cichociemnych przy Hufcu ZHP Łódź-Polesie[109] Chorągwi Łódzkiej ZHP
- 2 Drużyna Harcerska „Zielona Dwójka” im. Cichociemnych w Dublinie[110]
- Strzelecki Szczep Harcerski „Czarna Jedynka” im. Cichociemnych[111]
- 2. Podhalańska Drużyna Wędrownicza im. Cichociemnych Spadochroniarzy Armii Krajowej „Jupijajej”[112]
- I Drużyna Męska Cichociemni z Czternastego Szczepu Harcerskiego „Błękitna Czternastka” im. het. St. Żółkiewskiego, Hufiec ZHP Poznań-Śródmieście Chorągwi Wielkopolskiej ZHP[113]
- VI Szczep Drużyn Harcerskich i Zuchowych im. Cichociemnych Spadochroniarzy Armii Krajowej przy Hufcu ZHP Poznań-Wilda Chorągwi Wielkopolskiej ZHP[114]
- 1. Specjalnościowa Drużyna Harcerska „GROM” im. Cichociemnych Spadochroniarzy Armii Krajowej przy Hufcu ZHP Węgrów Chorągwi Mazowieckiej ZHP[115]
- 45. Drużyna Harcerska „Cichociemni” przy Hufcu ZHP Zgierz[116]
- 45. Kielecka Drużyna Harcerek im. Elżbiety Zawackiej „Zo”[117]
- 41. Kielecka Drużyna Harcerska im. Jana Piwnika „Ponurego”[117]
- IV Szczep Drużyn Harcerskich i Gromad Zuchowych „AWANGARDA” im. Cichociemnych przy Hufcu ZHP Legionowo Chorągwi Stołecznej ZHP[118]
- 6. Drużyna Harcerska „Burza” im. Cichociemnych w Legionowie (Szczep Awangarda)
- 25. Wielopoziomowa Drużyna Harcerska „Brzask” im. Cichociemnych Spadochroniarzy Armii Krajowej przy Hufcu ZHP Legionowo Chorągwi Stołecznej ZHP[118]
- 21. Lubliniecka Drużyna Starszoharcerska „Wataha” im. Cichociemnych – Spadochroniarzy Armii Krajowej przy Hufcu Lubliniec Chorągwi Śląskiej ZHP[119]
- 4. Beskidzka Drużyna Harcerzy im. Cichociemnych przy Hufcu Harcerzy na Podbeskidziu Chorągwi Górnośląskiej ZHR[120]
- 3. Gdańska Drużyna Harcerzy „Cichociemni” działająca w ramach 1. Gdańskiego Hufca Harcerzy WIDMO Pomorskiej Chorągwi ZHR[121]
- 16 Gdańska Drużyna Harcerska „Cichociemni” im. Ppłk. Adama Borysa[122]
- 8. Szczep Drużyn Specjalnościowych „Szemkel” im. Cichociemnych[123]
- 84. Łódzka Drużyna Harcerzy „Cichociemni” wchodząca w skład Łódzkiej Chorągwi ZHR[124]
- 58. Mazowiecka Drużyna Harcerzy „Cichociemni” należąca do Mazowieckiej Chorągwi ZHR[125]
- 88. Łódzka Drużyna Wędrownicza „Odwet” im. Cichociemnych przy Hufcu ZHP Łódź-Górna Chorągwi Łódzkiej ZHP
- 173. Mazowiecka Drużyna Harcerzy im. Cichociemnych Spadochroniarzy Armii Krajowej przy Hufcu ZHP Zielonka Chorągwi Stołecznej ZHP[126]
- 101. Tomaszowska Drużyna Wędrownicza Cichociemni z 111 Szczepu KRES im. hr. Antoniego Ostrowskiego (Hufiec Tomaszów Mazowiecki)
- 316. Krakowska Drużyna Starszo-harcerska „Legion” im. Cichociemnych, Chorągiew Krakowska, Hufiec Kraków – Nowa Huta
- 316 Drużyna Harcerska im. Cichociemnych Spadochroniarzy Armii Krajowej przy Hufcu ZHP Żyrardów Chorągwi Mazowieckiej ZHP
- Harcerska organizacja wychowawczo-patriotyczna „Cichociemni” Brzeg Dolny[127]
- 33. Beskidzka Drużyna Starszoharcerska „Cichociemni” przy Hufcu Beskidzkim ZHP[128]
- 7 Drużyna Wędrownicza Cichociemni przy Hufcu Chorzów Chorągiew Śląska
- 104 Drużyna Harcerzy Starszych i Młodszych im. Żołnierzy Cichociemnych przy Hufcu Szczecin Pogodno ZHP
- 112 Kołobrzeska Drużyna Starszoharcerska „Kryptonim” im. Cichociemnych
- Młodzieżowa Drużyna Pożarnicza im.Cichociemnych w Książenicach
- 30 Zielonogórska Drużyna Harcerzy „Orlęta” im. Cichociemnych
- 18 Szczep Drużyn Harcerskich im. Brygady Spadochronowej „Cichociemnych” przy Hufcu ZHP Grójec[129]

### W kulturze
O cichociemnych powstały filmy dokumentalne:
- Cichociemni z 1989 (scenariusz i reżyseria Marek Widarski; wystąpili w nim: Stefan Bałuk, Michał Goszczyński, Bronisław Czepczak vel Górecki, Stefan Ignaszak, Stanisław Jankowski, Wacław Kopisto, Tomasz Kostuch, Józef Nowacki, Ludwik Witkowski)[130]
- My cichociemni. Głosy żyjących z 2008 (scenariusz i reżyseria Paweł Kędzierski)[131]
- Cichociemni. Wywalcz wolność lub zgiń z 2013 (scenariusz i reżyseria Dariusz Walusiak)[132]

Do domniemanych losów fikcyjnej grupy cichociemnych nawiązuje serial telewizyjny pt. Czas honoru, emitowany w TVP2 od 2008.

## Pisownia
Pani Agata Hącia, doktor językoznawstwa z Poradni Językowej Uniwersytetu Warszawskiego wyjaśnia, że słowa >cichociemni< (i pokrewnych) nie należy ujmować w cudzysłów, bowiem nie są spełnione warunki stosowania tego znaku interpunkcyjnego: a) cytowanie, b) zaznaczanie ironii, c) zaznaczanie dystansu stylistycznego, d) oznaczanie nazw własnych określonego typu (...).
Określenie cichociemny jest oparte na specyficznej grze słów, pewnej figurze wyobraźni. Mamy tendencję do tego, żeby podobne określenia ujmować w cudzysłów (zwłaszcza po to, żeby podkreślić ich nowość, świeżość, być może efemeryczność). Niegdyś na stosowanie cudzysłowu w takich sytuacjach zezwalały zasady interpunkcyjne. Współcześnie jest inaczej.